# Lista de asteroides (282001-283000)
Esta é uma lista parcial de asteroides, do asteroide número 282001 até o 283000, inclusive. Veja também o índice com todas as listas disponíveis.

| Objeto Próximos à Terra | Cinturão de asteroides (interno) | Cinturão de asteroides (externo) | Centauro       |
| Cruzador de Marte       | Cinturão de asteroides (meio)    | Troianos de Júpiter              | Transnetuniano |

Veja mais dados de cada asteroide na ligação externa para o Minor Planet Center na última coluna.
Índice: 282001... 282101... 282201... 282301... 282401... 282501... 282601... 282701... 282801... 282901... 

## 282001–282100
| Designação | Designação | Descoberta  | Descoberta             | Descobridor(es)            | Categoria | Mais informações / Referência |
| Permanente | Provisória | Data        | Local                  | Descobridor(es)            | Categoria | Mais informações / Referência |
| ---------- | ---------- | ----------- | ---------------------- | -------------------------- | --------- | ----------------------------- |
| 282001     | 2011 HO44  | 4 mai 2006  | Mount Lemmon           | Mount Lemmon Survey        | —         | MPC                           |
| 282002     | 2011 HA49  | 17 mar 2005 | Kitt Peak              | Spacewatch                 | —         | MPC                           |
| 282003     | 2011 HG49  | 16 mar 2005 | Catalina               | CSS                        | —         | MPC                           |
| 282004     | 2011 HY49  | 9 abr 2003  | Kitt Peak              | Spacewatch                 | —         | MPC                           |
| 282005     | 2011 HS52  | 7 fev 2002  | Palomar                | NEAT                       | —         | MPC                           |
| 282006     | 2011 HZ55  | 1 nov 1999  | Kitt Peak              | Spacewatch                 | —         | MPC                           |
| 282007     | 2011 HJ56  | 8 nov 2008  | Mount Lemmon           | Mount Lemmon Survey        | —         | MPC                           |
| 282008     | 2011 HV57  | 5 mai 2002  | Palomar                | NEAT                       | Phocaea   | MPC                           |
| 282009     | 2011 HR58  | 24 jul 2003 | Palomar                | NEAT                       | —         | MPC                           |
| 282010     | 2011 HL61  | 22 jan 2006 | Catalina               | CSS                        | —         | MPC                           |
| 282011     | 2011 HF64  | 12 fev 2000 | Apache Point           | SDSS                       | —         | MPC                           |
| 282012     | 2011 HF66  | 9 out 2002  | Kitt Peak              | Spacewatch                 | —         | MPC                           |
| 282013     | 2011 HH66  | 18 jan 2004 | Kitt Peak              | Spacewatch                 | —         | MPC                           |
| 282014     | 2011 HA67  | 25 mai 2003 | Kitt Peak              | Spacewatch                 | —         | MPC                           |
| 282015     | 2011 HE71  | 2 dez 2004  | Catalina               | CSS                        | —         | MPC                           |
| 282016     | 2011 HN78  | 25 abr 2007 | Mount Lemmon           | Mount Lemmon Survey        | —         | MPC                           |
| 282017     | 2011 HW78  | 23 out 2003 | Kitt Peak              | Spacewatch                 | —         | MPC                           |
| 282018     | 2011 HC82  | 7 mar 2003  | Needville              | J. Dellinger, W. G. Dillon | Mitidika  | MPC                           |
| 282019     | 2011 HP82  | 10 abr 2002 | Palomar                | NEAT                       | —         | MPC                           |
| 282020     | 2011 HQ82  | 22 out 2003 | Apache Point           | SDSS                       | Phocaea   | MPC                           |
| 282021     | 2011 HE83  | 11 ago 2001 | Palomar                | NEAT                       | —         | MPC                           |
| 282022     | 2011 JC2   | 25 abr 2006 | Kitt Peak              | Spacewatch                 | —         | MPC                           |
| 282023     | 2011 JY10  | 22 jan 2006 | Catalina               | CSS                        | —         | MPC                           |
| 282024     | 2852 P-L   | 24 set 1960 | Palomar                | PLS                        | Mitidika  | MPC                           |
| 282025     | 5347 T-2   | 30 set 1973 | Palomar                | PLS                        | —         | MPC                           |
| 282026     | 2184 T-3   | 16 out 1977 | Palomar                | PLS                        | —         | MPC                           |
| 282027     | 5069 T-3   | 16 out 1977 | Palomar                | PLS                        | —         | MPC                           |
| 282028     | 1990 TV9   | 10 out 1990 | Tautenburg Observatory | F. Börngen, L. D. Schmadel | —         | MPC                           |
| 282029     | 1993 OH3   | 20 jul 1993 | La Silla               | E. W. Elst                 | —         | MPC                           |
| 282030     | 1994 XK2   | 1 dez 1994  | Kitt Peak              | Spacewatch                 | —         | MPC                           |
| 282031     | 1995 ME6   | 24 jun 1995 | Kitt Peak              | Spacewatch                 | —         | MPC                           |
| 282032     | 1995 OP4   | 22 jul 1995 | Kitt Peak              | Spacewatch                 | —         | MPC                           |
| 282033     | 1995 OA17  | 27 jul 1995 | Kitt Peak              | Spacewatch                 | —         | MPC                           |
| 282034     | 1995 UO    | 19 out 1995 | Sormano                | V. Giuliani, A. Testa      | Phocaea   | MPC                           |
| 282035     | 1995 WG18  | 17 nov 1995 | Kitt Peak              | Spacewatch                 | —         | MPC                           |
| 282036     | 1996 FQ13  | 18 mar 1996 | Kitt Peak              | Spacewatch                 | —         | MPC                           |
| 282037     | 1998 QD49  | 17 ago 1998 | Socorro                | LINEAR                     | —         | MPC                           |
| 282038     | 1998 QO79  | 24 ago 1998 | Socorro                | LINEAR                     | —         | MPC                           |
| 282039     | 1998 QJ89  | 24 ago 1998 | Socorro                | LINEAR                     | —         | MPC                           |
| 282040     | 1998 QJ94  | 17 ago 1998 | Socorro                | LINEAR                     | Phocaea   | MPC                           |
| 282041     | 1998 RT54  | 14 set 1998 | Socorro                | LINEAR                     | —         | MPC                           |
| 282042     | 1998 SP2   | 18 set 1998 | Socorro                | LINEAR                     | —         | MPC                           |
| 282043     | 1998 ST106 | 26 set 1998 | Socorro                | LINEAR                     | —         | MPC                           |
| 282044     | 1998 SF107 | 26 set 1998 | Socorro                | LINEAR                     | —         | MPC                           |
| 282045     | 1998 VL55  | 10 nov 1998 | Caussols               | ODAS                       | —         | MPC                           |
| 282046     | 1998 XY65  | 14 dez 1998 | Socorro                | LINEAR                     | —         | MPC                           |
| 282047     | 1999 FC12  | 18 mar 1999 | Kitt Peak              | Spacewatch                 | —         | MPC                           |
| 282048     | 1999 JY110 | 13 mai 1999 | Socorro                | LINEAR                     | —         | MPC                           |
| 282049     | 1999 RE66  | 7 set 1999  | Socorro                | LINEAR                     | —         | MPC                           |
| 282050     | 1999 RC91  | 7 set 1999  | Socorro                | LINEAR                     | —         | MPC                           |
| 282051     | 1999 RF240 | 11 set 1999 | Anderson Mesa          | LONEOS                     | —         | MPC                           |
| 282052     | 1999 SO2   | 22 set 1999 | Socorro                | LINEAR                     | —         | MPC                           |
| 282053     | 1999 TO18  | 14 out 1999 | Xinglong               | SCAP                       | —         | MPC                           |
| 282054     | 1999 TS129 | 6 out 1999  | Socorro                | LINEAR                     | —         | MPC                           |
| 282055     | 1999 TT148 | 7 out 1999  | Socorro                | LINEAR                     | —         | MPC                           |
| 282056     | 1999 TD168 | 10 out 1999 | Socorro                | LINEAR                     | Phocaea   | MPC                           |
| 282057     | 1999 TH193 | 12 out 1999 | Socorro                | LINEAR                     | —         | MPC                           |
| 282058     | 1999 TO244 | 7 out 1999  | Catalina               | CSS                        | Phocaea   | MPC                           |
| 282059     | 1999 TE255 | 9 out 1999  | Kitt Peak              | Spacewatch                 | —         | MPC                           |
| 282060     | 1999 TT265 | 3 out 1999  | Socorro                | LINEAR                     | —         | MPC                           |
| 282061     | 1999 TL270 | 3 out 1999  | Socorro                | LINEAR                     | —         | MPC                           |
| 282062     | 1999 UM12  | 31 out 1999 | Kitt Peak              | Spacewatch                 | —         | MPC                           |
| 282063     | 1999 VJ44  | 3 nov 1999  | Catalina               | CSS                        | —         | MPC                           |
| 282064     | 1999 VT50  | 3 nov 1999  | Socorro                | LINEAR                     | —         | MPC                           |
| 282065     | 1999 VT109 | 9 nov 1999  | Socorro                | LINEAR                     | —         | MPC                           |
| 282066     | 1999 WE17  | 30 nov 1999 | Kitt Peak              | Spacewatch                 | —         | MPC                           |
| 282067     | 1999 XC9   | 5 dez 1999  | Socorro                | LINEAR                     | —         | MPC                           |
| 282068     | 1999 XH17  | 7 dez 1999  | Socorro                | LINEAR                     | —         | MPC                           |
| 282069     | 1999 XN24  | 6 dez 1999  | Socorro                | LINEAR                     | Phocaea   | MPC                           |
| 282070     | 1999 XB80  | 7 dez 1999  | Socorro                | LINEAR                     | —         | MPC                           |
| 282071     | 1999 XE155 | 8 dez 1999  | Socorro                | LINEAR                     | —         | MPC                           |
| 282072     | 1999 XT239 | 7 dez 1999  | Catalina               | CSS                        | —         | MPC                           |
| 282073     | 1999 XN259 | 5 dez 1999  | Kitt Peak              | Spacewatch                 | —         | MPC                           |
| 282074     | 2000 AP26  | 3 jan 2000  | Socorro                | LINEAR                     | —         | MPC                           |
| 282075     | 2000 CZ71  | 7 fev 2000  | Kitt Peak              | Spacewatch                 | —         | MPC                           |
| 282076     | 2000 CC73  | 7 fev 2000  | Kitt Peak              | Spacewatch                 | —         | MPC                           |
| 282077     | 2000 ER142 | 3 mar 2000  | Socorro                | LINEAR                     | —         | MPC                           |
| 282078     | 2000 GP51  | 5 abr 2000  | Socorro                | LINEAR                     | —         | MPC                           |
| 282079     | 2000 HS33  | 24 abr 2000 | Anderson Mesa          | LONEOS                     | —         | MPC                           |
| 282080     | 2000 LU29  | 5 jun 2000  | Kitt Peak              | Spacewatch                 | —         | MPC                           |
| 282081     | 2000 NG    | 1 jul 2000  | Prescott               | P. G. Comba                | —         | MPC                           |
| 282082     | 2000 PE6   | 5 ago 2000  | Haleakalā              | NEAT                       | Juno      | MPC                           |
| 282083     | 2000 PX27  | 9 ago 2000  | Socorro                | LINEAR                     | —         | MPC                           |
| 282084     | 2000 QN7   | 25 ago 2000 | Socorro                | LINEAR                     | —         | MPC                           |
| 282085     | 2000 QD24  | 25 ago 2000 | Socorro                | LINEAR                     | —         | MPC                           |
| 282086     | 2000 QS39  | 24 ago 2000 | Socorro                | LINEAR                     | —         | MPC                           |
| 282087     | 2000 QW59  | 26 ago 2000 | Socorro                | LINEAR                     | —         | MPC                           |
| 282088     | 2000 QU84  | 25 ago 2000 | Socorro                | LINEAR                     | —         | MPC                           |
| 282089     | 2000 QK134 | 26 ago 2000 | Socorro                | LINEAR                     | —         | MPC                           |
| 282090     | 2000 QE143 | 31 ago 2000 | Socorro                | LINEAR                     | —         | MPC                           |
| 282091     | 2000 QL158 | 31 ago 2000 | Socorro                | LINEAR                     | —         | MPC                           |
| 282092     | 2000 QM229 | 31 ago 2000 | Socorro                | LINEAR                     | —         | MPC                           |
| 282093     | 2000 RR75  | 3 set 2000  | Socorro                | LINEAR                     | —         | MPC                           |
| 282094     | 2000 RN90  | 3 set 2000  | Socorro                | LINEAR                     | —         | MPC                           |
| 282095     | 2000 SP20  | 23 set 2000 | Socorro                | LINEAR                     | —         | MPC                           |
| 282096     | 2000 SG26  | 23 set 2000 | Socorro                | LINEAR                     | —         | MPC                           |
| 282097     | 2000 ST63  | 24 set 2000 | Socorro                | LINEAR                     | —         | MPC                           |
| 282098     | 2000 SN78  | 24 set 2000 | Socorro                | LINEAR                     | —         | MPC                           |
| 282099     | 2000 SH96  | 23 set 2000 | Socorro                | LINEAR                     | —         | MPC                           |
| 282100     | 2000 SP134 | 23 set 2000 | Socorro                | LINEAR                     | —         | MPC                           |

## 282101–282200
| Designação | Designação | Descoberta  | Descoberta    | Descobridor(es)       | Categoria | Mais informações / Referência |
| Permanente | Provisória | Data        | Local         | Descobridor(es)       | Categoria | Mais informações / Referência |
| ---------- | ---------- | ----------- | ------------- | --------------------- | --------- | ----------------------------- |
| 282101     | 2000 SE225 | 27 set 2000 | Socorro       | LINEAR                | Mitidika  | MPC                           |
| 282102     | 2000 SL286 | 25 set 2000 | Socorro       | LINEAR                | —         | MPC                           |
| 282103     | 2000 TV17  | 1 out 2000  | Socorro       | LINEAR                | —         | MPC                           |
| 282104     | 2000 TN60  | 2 out 2000  | Anderson Mesa | LONEOS                | —         | MPC                           |
| 282105     | 2000 UN95  | 25 out 2000 | Socorro       | LINEAR                | —         | MPC                           |
| 282106     | 2000 UE97  | 25 out 2000 | Socorro       | LINEAR                | —         | MPC                           |
| 282107     | 2000 VW6   | 1 nov 2000  | Socorro       | LINEAR                | —         | MPC                           |
| 282108     | 2000 WH36  | 20 nov 2000 | Socorro       | LINEAR                | —         | MPC                           |
| 282109     | 2000 WL67  | 27 nov 2000 | Socorro       | LINEAR                | —         | MPC                           |
| 282110     | 2000 WJ79  | 20 nov 2000 | Socorro       | LINEAR                | —         | MPC                           |
| 282111     | 2000 WW123 | 27 nov 2000 | Kitt Peak     | Spacewatch            | —         | MPC                           |
| 282112     | 2000 WT160 | 20 nov 2000 | Anderson Mesa | LONEOS                | —         | MPC                           |
| 282113     | 2000 WY174 | 26 nov 2000 | Socorro       | LINEAR                | —         | MPC                           |
| 282114     | 2000 WL177 | 27 nov 2000 | Socorro       | LINEAR                | —         | MPC                           |
| 282115     | 2000 YS97  | 30 dez 2000 | Socorro       | LINEAR                | —         | MPC                           |
| 282116     | 2001 AF8   | 2 jan 2001  | Socorro       | LINEAR                | —         | MPC                           |
| 282117     | 2001 AN10  | 2 jan 2001  | Socorro       | LINEAR                | —         | MPC                           |
| 282118     | 2001 AT37  | 5 jan 2001  | Socorro       | LINEAR                | —         | MPC                           |
| 282119     | 2001 BN57  | 20 jan 2001 | Haleakala     | NEAT                  | —         | MPC                           |
| 282120     | 2001 CU41  | 15 fev 2001 | Ondřejov      | P. Pravec, L. Kotková | —         | MPC                           |
| 282121     | 2001 DW6   | 16 fev 2001 | Črni Vrh      | Črni Vrh              | —         | MPC                           |
| 282122     | 2001 DD8   | 16 fev 2001 | Kitt Peak     | Spacewatch            | —         | MPC                           |
| 282123     | 2001 DU39  | 19 fev 2001 | Socorro       | LINEAR                | —         | MPC                           |
| 282124     | 2001 FV186 | 18 mar 2001 | Anderson Mesa | LONEOS                | —         | MPC                           |
| 282125     | 2001 HP6   | 18 abr 2001 | Kitt Peak     | Spacewatch            | —         | MPC                           |
| 282126     | 2001 MV1   | 18 jun 2001 | Anderson Mesa | LONEOS                | —         | MPC                           |
| 282127     | 2001 MD18  | 20 jun 2001 | Haleakala     | NEAT                  | —         | MPC                           |
| 282128     | 2001 NT12  | 13 jul 2001 | Haleakala     | NEAT                  | —         | MPC                           |
| 282129     | 2001 NG17  | 14 jul 2001 | Palomar       | NEAT                  | —         | MPC                           |
| 282130     | 2001 ON55  | 22 jul 2001 | Palomar       | NEAT                  | —         | MPC                           |
| 282131     | 2001 OW87  | 30 jul 2001 | Palomar       | NEAT                  | —         | MPC                           |
| 282132     | 2001 PM39  | 11 ago 2001 | Palomar       | NEAT                  | —         | MPC                           |
| 282133     | 2001 QL48  | 16 ago 2001 | Socorro       | LINEAR                | —         | MPC                           |
| 282134     | 2001 QU114 | 17 ago 2001 | Socorro       | LINEAR                | —         | MPC                           |
| 282135     | 2001 QJ132 | 20 ago 2001 | Socorro       | LINEAR                | —         | MPC                           |
| 282136     | 2001 QX133 | 21 ago 2001 | Socorro       | LINEAR                | —         | MPC                           |
| 282137     | 2001 QE153 | 26 ago 2001 | Haleakala     | NEAT                  | —         | MPC                           |
| 282138     | 2001 QN153 | 25 ago 2001 | Socorro       | LINEAR                | —         | MPC                           |
| 282139     | 2001 QL157 | 23 ago 2001 | Anderson Mesa | LONEOS                | —         | MPC                           |
| 282140     | 2001 QK166 | 24 ago 2001 | Haleakala     | NEAT                  | —         | MPC                           |
| 282141     | 2001 QQ170 | 24 ago 2001 | Socorro       | LINEAR                | —         | MPC                           |
| 282142     | 2001 QG268 | 20 ago 2001 | Socorro       | LINEAR                | —         | MPC                           |
| 282143     | 2001 QT327 | 17 ago 2001 | Palomar       | NEAT                  | —         | MPC                           |
| 282144     | 2001 QH330 | 25 ago 2001 | Anderson Mesa | LONEOS                | —         | MPC                           |
| 282145     | 2001 QJ333 | 19 ago 2001 | Socorro       | LINEAR                | —         | MPC                           |
| 282146     | 2001 RJ3   | 8 set 2001  | Anderson Mesa | LONEOS                | —         | MPC                           |
| 282147     | 2001 RV39  | 10 set 2001 | Socorro       | LINEAR                | —         | MPC                           |
| 282148     | 2001 RC54  | 12 set 2001 | Socorro       | LINEAR                | Juno      | MPC                           |
| 282149     | 2001 RN58  | 12 set 2001 | Socorro       | LINEAR                | —         | MPC                           |
| 282150     | 2001 RE72  | 10 set 2001 | Socorro       | LINEAR                | —         | MPC                           |
| 282151     | 2001 RF82  | 11 set 2001 | Anderson Mesa | LONEOS                | —         | MPC                           |
| 282152     | 2001 RF115 | 12 set 2001 | Socorro       | LINEAR                | —         | MPC                           |
| 282153     | 2001 SF5   | 16 set 2001 | Socorro       | LINEAR                | Juno      | MPC                           |
| 282154     | 2001 SU12  | 16 set 2001 | Socorro       | LINEAR                | —         | MPC                           |
| 282155     | 2001 SL17  | 16 set 2001 | Socorro       | LINEAR                | —         | MPC                           |
| 282156     | 2001 SS49  | 16 set 2001 | Socorro       | LINEAR                | Juno      | MPC                           |
| 282157     | 2001 SS94  | 20 set 2001 | Socorro       | LINEAR                | —         | MPC                           |
| 282158     | 2001 SY101 | 20 set 2001 | Socorro       | LINEAR                | —         | MPC                           |
| 282159     | 2001 SV110 | 20 set 2001 | Socorro       | LINEAR                | —         | MPC                           |
| 282160     | 2001 SG112 | 19 set 2001 | Socorro       | LINEAR                | —         | MPC                           |
| 282161     | 2001 SO112 | 20 set 2001 | Socorro       | LINEAR                | Juno      | MPC                           |
| 282162     | 2001 SC167 | 19 set 2001 | Socorro       | LINEAR                | Brangane  | MPC                           |
| 282163     | 2001 SK207 | 19 set 2001 | Socorro       | LINEAR                | —         | MPC                           |
| 282164     | 2001 SA223 | 19 set 2001 | Socorro       | LINEAR                | —         | MPC                           |
| 282165     | 2001 SF227 | 19 set 2001 | Socorro       | LINEAR                | —         | MPC                           |
| 282166     | 2001 SU229 | 19 set 2001 | Socorro       | LINEAR                | —         | MPC                           |
| 282167     | 2001 ST275 | 21 set 2001 | Kitt Peak     | Spacewatch            | —         | MPC                           |
| 282168     | 2001 SJ280 | 21 set 2001 | Anderson Mesa | LONEOS                | —         | MPC                           |
| 282169     | 2001 SV317 | 19 set 2001 | Socorro       | LINEAR                | —         | MPC                           |
| 282170     | 2001 SB323 | 25 set 2001 | Socorro       | LINEAR                | —         | MPC                           |
| 282171     | 2001 ST345 | 23 set 2001 | Haleakala     | NEAT                  | —         | MPC                           |
| 282172     | 2001 SW353 | 26 set 2001 | Socorro       | LINEAR                | —         | MPC                           |
| 282173     | 2001 SX353 | 28 set 2001 | Socorro       | LINEAR                | —         | MPC                           |
| 282174     | 2001 TP7   | 11 out 2001 | Desert Eagle  | W. K. Y. Yeung        | Juno      | MPC                           |
| 282175     | 2001 TC13  | 13 out 2001 | Socorro       | LINEAR                | —         | MPC                           |
| 282176     | 2001 TR21  | 11 out 2001 | Socorro       | LINEAR                | —         | MPC                           |
| 282177     | 2001 TZ23  | 14 out 2001 | Socorro       | LINEAR                | —         | MPC                           |
| 282178     | 2001 TJ25  | 14 out 2001 | Socorro       | LINEAR                | —         | MPC                           |
| 282179     | 2001 TK46  | 15 out 2001 | Socorro       | LINEAR                | —         | MPC                           |
| 282180     | 2001 TX48  | 15 out 2001 | Socorro       | LINEAR                | —         | MPC                           |
| 282181     | 2001 TN76  | 13 out 2001 | Socorro       | LINEAR                | —         | MPC                           |
| 282182     | 2001 TZ86  | 14 out 2001 | Socorro       | LINEAR                | —         | MPC                           |
| 282183     | 2001 TJ88  | 14 out 2001 | Socorro       | LINEAR                | —         | MPC                           |
| 282184     | 2001 TV111 | 14 out 2001 | Socorro       | LINEAR                | —         | MPC                           |
| 282185     | 2001 TL175 | 14 out 2001 | Socorro       | LINEAR                | —         | MPC                           |
| 282186     | 2001 TG180 | 14 out 2001 | Socorro       | LINEAR                | Brangane  | MPC                           |
| 282187     | 2001 TZ180 | 14 out 2001 | Socorro       | LINEAR                | —         | MPC                           |
| 282188     | 2001 TS181 | 14 out 2001 | Socorro       | LINEAR                | —         | MPC                           |
| 282189     | 2001 TE188 | 14 out 2001 | Socorro       | LINEAR                | —         | MPC                           |
| 282190     | 2001 TG198 | 11 out 2001 | Eskridge      | Farpoint Obs.         | —         | MPC                           |
| 282191     | 2001 TU213 | 13 out 2001 | Palomar       | NEAT                  | —         | MPC                           |
| 282192     | 2001 TB229 | 15 out 2001 | Socorro       | LINEAR                | —         | MPC                           |
| 282193     | 2001 TR239 | 15 out 2001 | Palomar       | NEAT                  | —         | MPC                           |
| 282194     | 2001 TR243 | 14 out 2001 | Apache Point  | SDSS                  | —         | MPC                           |
| 282195     | 2001 UD7   | 22 out 2001 | Socorro       | LINEAR                | —         | MPC                           |
| 282196     | 2001 UV29  | 16 out 2001 | Socorro       | LINEAR                | —         | MPC                           |
| 282197     | 2001 UE51  | 17 out 2001 | Socorro       | LINEAR                | —         | MPC                           |
| 282198     | 2001 UM166 | 23 out 2001 | Kitt Peak     | Spacewatch            | —         | MPC                           |
| 282199     | 2001 UA184 | 16 out 2001 | Socorro       | LINEAR                | —         | MPC                           |
| 282200     | 2001 UX188 | 17 out 2001 | Palomar       | NEAT                  | —         | MPC                           |

## 282201–282300
| Designação | Designação | Descoberta  | Descoberta    | Descobridor(es) | Categoria | Mais informações / Referência |
| Permanente | Provisória | Data        | Local         | Descobridor(es) | Categoria | Mais informações / Referência |
| ---------- | ---------- | ----------- | ------------- | --------------- | --------- | ----------------------------- |
| 282201     | 2001 UE218 | 25 out 2001 | Kitt Peak     | Spacewatch      | Brangane  | MPC                           |
| 282202     | 2001 VX20  | 9 nov 2001  | Socorro       | LINEAR          | —         | MPC                           |
| 282203     | 2001 VG51  | 10 nov 2001 | Socorro       | LINEAR          | —         | MPC                           |
| 282204     | 2001 VC53  | 10 nov 2001 | Socorro       | LINEAR          | —         | MPC                           |
| 282205     | 2001 VG54  | 10 nov 2001 | Socorro       | LINEAR          | Brangane  | MPC                           |
| 282206     | 2001 VN61  | 10 nov 2001 | Socorro       | LINEAR          | —         | MPC                           |
| 282207     | 2001 VS76  | 12 nov 2001 | Socorro       | LINEAR          | Juno      | MPC                           |
| 282208     | 2001 VY95  | 15 nov 2001 | Socorro       | LINEAR          | —         | MPC                           |
| 282209     | 2001 VJ109 | 12 nov 2001 | Socorro       | LINEAR          | —         | MPC                           |
| 282210     | 2001 WS17  | 17 nov 2001 | Socorro       | LINEAR          | —         | MPC                           |
| 282211     | 2001 WX59  | 19 nov 2001 | Socorro       | LINEAR          | —         | MPC                           |
| 282212     | 2001 XG26  | 10 dez 2001 | Socorro       | LINEAR          | —         | MPC                           |
| 282213     | 2001 XT73  | 11 dez 2001 | Socorro       | LINEAR          | Brangane  | MPC                           |
| 282214     | 2001 XG78  | 11 dez 2001 | Socorro       | LINEAR          | —         | MPC                           |
| 282215     | 2001 XY78  | 11 dez 2001 | Socorro       | LINEAR          | —         | MPC                           |
| 282216     | 2001 XU103 | 14 dez 2001 | Socorro       | LINEAR          | —         | MPC                           |
| 282217     | 2001 XE112 | 11 dez 2001 | Socorro       | LINEAR          | —         | MPC                           |
| 282218     | 2001 XS126 | 14 dez 2001 | Socorro       | LINEAR          | —         | MPC                           |
| 282219     | 2001 XN130 | 14 dez 2001 | Socorro       | LINEAR          | Mitidika  | MPC                           |
| 282220     | 2001 XT218 | 15 dez 2001 | Socorro       | LINEAR          | —         | MPC                           |
| 282221     | 2001 XE262 | 12 dez 2001 | Palomar       | NEAT            | —         | MPC                           |
| 282222     | 2001 YO1   | 18 dez 2001 | Socorro       | LINEAR          | —         | MPC                           |
| 282223     | 2001 YK78  | 18 dez 2001 | Socorro       | LINEAR          | —         | MPC                           |
| 282224     | 2001 YK155 | 20 dez 2001 | Palomar       | NEAT            | —         | MPC                           |
| 282225     | 2001 YB162 | 19 dez 2001 | Cima Ekar     | ADAS            | —         | MPC                           |
| 282226     | 2002 AU17  | 9 jan 2002  | Socorro       | LINEAR          | —         | MPC                           |
| 282227     | 2002 AS20  | 6 jan 2002  | Haleakala     | NEAT            | Juno      | MPC                           |
| 282228     | 2002 AG22  | 9 jan 2002  | Socorro       | LINEAR          | —         | MPC                           |
| 282229     | 2002 AZ65  | 12 jan 2002 | Socorro       | LINEAR          | —         | MPC                           |
| 282230     | 2002 AM143 | 13 jan 2002 | Socorro       | LINEAR          | —         | MPC                           |
| 282231     | 2002 BS24  | 23 jan 2002 | Socorro       | LINEAR          | —         | MPC                           |
| 282232     | 2002 CC34  | 6 fev 2002  | Socorro       | LINEAR          | —         | MPC                           |
| 282233     | 2002 CA129 | 7 fev 2002  | Socorro       | LINEAR          | —         | MPC                           |
| 282234     | 2002 CY188 | 10 fev 2002 | Socorro       | LINEAR          | —         | MPC                           |
| 282235     | 2002 CF210 | 10 fev 2002 | Socorro       | LINEAR          | —         | MPC                           |
| 282236     | 2002 CJ223 | 11 fev 2002 | Socorro       | LINEAR          | —         | MPC                           |
| 282237     | 2002 CR279 | 7 fev 2002  | Kitt Peak     | Spacewatch      | —         | MPC                           |
| 282238     | 2002 CN281 | 8 fev 2002  | Kitt Peak     | Spacewatch      | —         | MPC                           |
| 282239     | 2002 CP304 | 15 fev 2002 | Socorro       | LINEAR          | —         | MPC                           |
| 282240     | 2002 CW309 | 6 fev 2002  | Palomar       | NEAT            | —         | MPC                           |
| 282241     | 2002 CE314 | 6 fev 2002  | Palomar       | NEAT            | —         | MPC                           |
| 282242     | 2002 DM8   | 19 fev 2002 | Socorro       | LINEAR          | —         | MPC                           |
| 282243     | 2002 ES79  | 11 mar 2002 | Haleakala     | NEAT            | —         | MPC                           |
| 282244     | 2002 EZ160 | 12 mar 2002 | Apache Point  | SDSS            | —         | MPC                           |
| 282245     | 2002 GJ6   | 13 abr 2002 | Palomar       | NEAT            | Pallas    | MPC                           |
| 282246     | 2002 GE11  | 12 abr 2002 | Desert Eagle  | W. K. Y. Yeung  | —         | MPC                           |
| 282247     | 2002 GO49  | 5 abr 2002  | Palomar       | NEAT            | —         | MPC                           |
| 282248     | 2002 GD61  | 8 abr 2002  | Palomar       | NEAT            | —         | MPC                           |
| 282249     | 2002 GA69  | 8 abr 2002  | Palomar       | NEAT            | —         | MPC                           |
| 282250     | 2002 GW115 | 11 abr 2002 | Socorro       | LINEAR          | —         | MPC                           |
| 282251     | 2002 GH160 | 15 abr 2002 | Palomar       | NEAT            | —         | MPC                           |
| 282252     | 2002 GJ183 | 2 abr 2002  | Kitt Peak     | Spacewatch      | —         | MPC                           |
| 282253     | 2002 GM183 | 8 abr 2002  | Palomar       | NEAT            | —         | MPC                           |
| 282254     | 2002 HP12  | 21 abr 2002 | Palomar       | NEAT            | —         | MPC                           |
| 282255     | 2002 JX49  | 9 mai 2002  | Socorro       | LINEAR          | Phocaea   | MPC                           |
| 282256     | 2002 JH67  | 10 mai 2002 | Socorro       | LINEAR          | —         | MPC                           |
| 282257     | 2002 JA75  | 9 mai 2002  | Socorro       | LINEAR          | —         | MPC                           |
| 282258     | 2002 JQ90  | 11 mai 2002 | Socorro       | LINEAR          | —         | MPC                           |
| 282259     | 2002 JZ98  | 13 mai 2002 | Palomar       | NEAT            | —         | MPC                           |
| 282260     | 2002 JT116 | 4 mai 2002  | Palomar       | NEAT            | —         | MPC                           |
| 282261     | 2002 JV116 | 4 mai 2002  | Palomar       | NEAT            | —         | MPC                           |
| 282262     | 2002 JK131 | 9 abr 2002  | Socorro       | LINEAR          | —         | MPC                           |
| 282263     | 2002 JJ145 | 14 mai 2002 | Socorro       | LINEAR          | —         | MPC                           |
| 282264     | 2002 JT149 | 10 mai 2002 | Palomar       | NEAT            | —         | MPC                           |
| 282265     | 2002 KP14  | 30 mai 2002 | Palomar       | NEAT            | —         | MPC                           |
| 282266     | 2002 LS18  | 6 jun 2002  | Socorro       | LINEAR          | —         | MPC                           |
| 282267     | 2002 LY61  | 12 jun 2002 | Palomar       | NEAT            | —         | MPC                           |
| 282268     | 2002 NB4   | 1 jul 2002  | Palomar       | NEAT            | —         | MPC                           |
| 282269     | 2002 NQ17  | 13 jul 2002 | Haleakala     | NEAT            | —         | MPC                           |
| 282270     | 2002 NP25  | 9 jul 2002  | Socorro       | LINEAR          | —         | MPC                           |
| 282271     | 2002 NL66  | 9 jul 2002  | Palomar       | NEAT            | —         | MPC                           |
| 282272     | 2002 NT75  | 21 out 2003 | Kitt Peak     | Spacewatch      | —         | MPC                           |
| 282273     | 2002 NU76  | 9 out 2007  | Kitt Peak     | Spacewatch      | —         | MPC                           |
| 282274     | 2002 OB6   | 20 jul 2002 | Palomar       | NEAT            | —         | MPC                           |
| 282275     | 2002 OM12  | 25 jul 2002 | Palomar       | NEAT            | —         | MPC                           |
| 282276     | 2002 OQ14  | 18 jul 2002 | Socorro       | LINEAR          | —         | MPC                           |
| 282277     | 2002 OR15  | 18 jul 2002 | Socorro       | LINEAR          | —         | MPC                           |
| 282278     | 2002 OB16  | 18 jul 2002 | Socorro       | LINEAR          | —         | MPC                           |
| 282279     | 2002 OH18  | 18 jul 2002 | Socorro       | LINEAR          | —         | MPC                           |
| 282280     | 2002 OQ21  | 18 jul 2002 | Palomar       | NEAT            | —         | MPC                           |
| 282281     | 2002 PF16  | 6 ago 2002  | Palomar       | NEAT            | —         | MPC                           |
| 282282     | 2002 PK38  | 6 ago 2002  | Palomar       | NEAT            | —         | MPC                           |
| 282283     | 2002 PJ41  | 4 ago 2002  | Socorro       | LINEAR          | —         | MPC                           |
| 282284     | 2002 PW63  | 4 ago 2002  | Palomar       | NEAT            | —         | MPC                           |
| 282285     | 2002 PS69  | 11 ago 2002 | Socorro       | LINEAR          | —         | MPC                           |
| 282286     | 2002 PM83  | 10 ago 2002 | Socorro       | LINEAR          | —         | MPC                           |
| 282287     | 2002 PX89  | 11 ago 2002 | Socorro       | LINEAR          | —         | MPC                           |
| 282288     | 2002 PS109 | 13 ago 2002 | Socorro       | LINEAR          | —         | MPC                           |
| 282289     | 2002 PV123 | 13 ago 2002 | Anderson Mesa | LONEOS          | —         | MPC                           |
| 282290     | 2002 PU128 | 14 ago 2002 | Socorro       | LINEAR          | —         | MPC                           |
| 282291     | 2002 PF131 | 7 ago 2002  | Palomar       | NEAT            | —         | MPC                           |
| 282292     | 2002 PK170 | 15 ago 2002 | Palomar       | NEAT            | —         | MPC                           |
| 282293     | 2002 QP    | 16 ago 2002 | Socorro       | LINEAR          | —         | MPC                           |
| 282294     | 2002 QN5   | 16 ago 2002 | Palomar       | NEAT            | —         | MPC                           |
| 282295     | 2002 QB14  | 26 ago 2002 | Palomar       | NEAT            | —         | MPC                           |
| 282296     | 2002 QF38  | 30 ago 2002 | Kitt Peak     | Spacewatch      | Ursula    | MPC                           |
| 282297     | 2002 QW79  | 28 ago 2002 | Palomar       | NEAT            | —         | MPC                           |
| 282298     | 2002 QR82  | 16 ago 2002 | Palomar       | NEAT            | —         | MPC                           |
| 282299     | 2002 QA119 | 18 ago 2002 | Palomar       | NEAT            | —         | MPC                           |
| 282300     | 2002 QT127 | 29 ago 2002 | Palomar       | NEAT            | —         | MPC                           |

## 282301–282400
| Designação | Designação | Descoberta  | Descoberta       | Descobridor(es) | Categoria | Mais informações / Referência |
| Permanente | Provisória | Data        | Local            | Descobridor(es) | Categoria | Mais informações / Referência |
| ---------- | ---------- | ----------- | ---------------- | --------------- | --------- | ----------------------------- |
| 282301     | 2002 RT4   | 3 set 2002  | Palomar          | NEAT            | —         | MPC                           |
| 282302     | 2002 RA118 | 3 set 2002  | Palomar          | NEAT            | —         | MPC                           |
| 282303     | 2002 RN255 | 3 set 2002  | Palomar          | NEAT            | —         | MPC                           |
| 282304     | 2002 SL46  | 29 set 2002 | Haleakala        | NEAT            | —         | MPC                           |
| 282305     | 2002 SQ51  | 17 set 2002 | Palomar          | NEAT            | —         | MPC                           |
| 282306     | 2002 TC6   | 1 out 2002  | Socorro          | LINEAR          | —         | MPC                           |
| 282307     | 2002 TX12  | 1 out 2002  | Anderson Mesa    | LONEOS          | —         | MPC                           |
| 282308     | 2002 TH26  | 2 out 2002  | Socorro          | LINEAR          | —         | MPC                           |
| 282309     | 2002 TY71  | 3 out 2002  | Palomar          | NEAT            | —         | MPC                           |
| 282310     | 2002 TA82  | 1 out 2002  | Haleakala        | NEAT            | —         | MPC                           |
| 282311     | 2002 TW90  | 3 out 2002  | Palomar          | NEAT            | —         | MPC                           |
| 282312     | 2002 TP95  | 3 out 2002  | Palomar          | NEAT            | —         | MPC                           |
| 282313     | 2002 TO112 | 3 out 2002  | Palomar          | NEAT            | —         | MPC                           |
| 282314     | 2002 TQ116 | 3 out 2002  | Palomar          | NEAT            | —         | MPC                           |
| 282315     | 2002 TD132 | 4 out 2002  | Socorro          | LINEAR          | —         | MPC                           |
| 282316     | 2002 TG136 | 4 out 2002  | Anderson Mesa    | LONEOS          | —         | MPC                           |
| 282317     | 2002 TT138 | 4 out 2002  | Anderson Mesa    | LONEOS          | —         | MPC                           |
| 282318     | 2002 TS146 | 4 out 2002  | Socorro          | LINEAR          | —         | MPC                           |
| 282319     | 2002 TS159 | 5 out 2002  | Palomar          | NEAT            | Brangane  | MPC                           |
| 282320     | 2002 TW171 | 4 out 2002  | Palomar          | NEAT            | Eos       | MPC                           |
| 282321     | 2002 TB192 | 5 out 2002  | Anderson Mesa    | LONEOS          | —         | MPC                           |
| 282322     | 2002 TG193 | 3 out 2002  | Socorro          | LINEAR          | —         | MPC                           |
| 282323     | 2002 TN218 | 5 out 2002  | Socorro          | LINEAR          | —         | MPC                           |
| 282324     | 2002 TB231 | 8 out 2002  | Palomar          | NEAT            | —         | MPC                           |
| 282325     | 2002 TM232 | 6 out 2002  | Socorro          | LINEAR          | —         | MPC                           |
| 282326     | 2002 TW313 | 4 out 2002  | Apache Point     | SDSS            | —         | MPC                           |
| 282327     | 2002 TB314 | 4 out 2002  | Apache Point     | SDSS            | —         | MPC                           |
| 282328     | 2002 TD315 | 4 out 2002  | Apache Point     | SDSS            | —         | MPC                           |
| 282329     | 2002 TP315 | 4 out 2002  | Apache Point     | SDSS            | Brangane  | MPC                           |
| 282330     | 2002 TG384 | 15 out 2002 | Palomar          | NEAT            | —         | MPC                           |
| 282331     | 2002 UK35  | 31 out 2002 | Palomar          | NEAT            | —         | MPC                           |
| 282332     | 2002 UO42  | 30 out 2002 | Kitt Peak        | Spacewatch      | —         | MPC                           |
| 282333     | 2002 UX51  | 29 out 2002 | Apache Point     | SDSS            | —         | MPC                           |
| 282334     | 2002 UN59  | 29 out 2002 | Apache Point     | SDSS            | Brangane  | MPC                           |
| 282335     | 2002 UV70  | 30 out 2002 | Haleakala        | NEAT            | —         | MPC                           |
| 282336     | 2002 VT    | 1 nov 2002  | Palomar          | NEAT            | —         | MPC                           |
| 282337     | 2002 VC3   | 1 nov 2002  | Palomar          | NEAT            | Brangane  | MPC                           |
| 282338     | 2002 VQ11  | 1 nov 2002  | Palomar          | NEAT            | —         | MPC                           |
| 282339     | 2002 VW93  | 12 nov 2002 | Socorro          | LINEAR          | —         | MPC                           |
| 282340     | 2002 XM21  | 2 dez 2002  | Socorro          | LINEAR          | —         | MPC                           |
| 282341     | 2002 XZ30  | 6 dez 2002  | Socorro          | LINEAR          | —         | MPC                           |
| 282342     | 2002 XA33  | 6 dez 2002  | Socorro          | LINEAR          | —         | MPC                           |
| 282343     | 2002 XB47  | 8 dez 2002  | Haleakala        | NEAT            | —         | MPC                           |
| 282344     | 2002 XN117 | 7 dez 2002  | Palomar          | NEAT            | —         | MPC                           |
| 282345     | 2002 YE5   | 28 dez 2002 | Socorro          | LINEAR          | —         | MPC                           |
| 282346     | 2002 YY32  | 28 dez 2002 | Kitt Peak        | Spacewatch      | Brangane  | MPC                           |
| 282347     | 2003 AZ22  | 7 jan 2003  | Socorro          | LINEAR          | —         | MPC                           |
| 282348     | 2003 AF41  | 7 jan 2003  | Socorro          | LINEAR          | —         | MPC                           |
| 282349     | 2003 BA56  | 28 jan 2003 | Kitt Peak        | Spacewatch      | —         | MPC                           |
| 282350     | 2003 BW72  | 28 jan 2003 | Haleakala        | NEAT            | —         | MPC                           |
| 282351     | 2003 DQ2   | 22 fev 2003 | Palomar          | NEAT            | —         | MPC                           |
| 282352     | 2003 FN75  | 27 mar 2003 | Palomar          | NEAT            | —         | MPC                           |
| 282353     | 2003 FS91  | 29 mar 2003 | Anderson Mesa    | LONEOS          | —         | MPC                           |
| 282354     | 2003 FZ107 | 31 mar 2003 | Anderson Mesa    | LONEOS          | —         | MPC                           |
| 282355     | 2003 FC124 | 30 mar 2003 | Kitt Peak        | M. W. Buie      | —         | MPC                           |
| 282356     | 2003 GE1   | 1 abr 2003  | Socorro          | LINEAR          | —         | MPC                           |
| 282357     | 2003 HL1   | 22 abr 2003 | Siding Spring    | R. H. McNaught  | —         | MPC                           |
| 282358     | 2003 HK5   | 24 abr 2003 | Kitt Peak        | Spacewatch      | —         | MPC                           |
| 282359     | 2003 HG16  | 25 abr 2003 | Campo Imperatore | CINEOS          | —         | MPC                           |
| 282360     | 2003 HR22  | 25 abr 2003 | Socorro          | LINEAR          | Juno      | MPC                           |
| 282361     | 2003 KD19  | 29 mai 2003 | Kitt Peak        | Spacewatch      | —         | MPC                           |
| 282362     | 2003 LS2   | 3 jun 2003  | Anderson Mesa    | LONEOS          | —         | MPC                           |
| 282363     | 2003 MD2   | 22 jun 2003 | Anderson Mesa    | LONEOS          | —         | MPC                           |
| 282364     | 2003 NR2   | 2 jul 2003  | Socorro          | LINEAR          | Juno      | MPC                           |
| 282365     | 2003 NU11  | 3 jul 2003  | Kitt Peak        | Spacewatch      | —         | MPC                           |
| 282366     | 2003 OO10  | 27 jul 2003 | Reedy Creek      | J. Broughton    | —         | MPC                           |
| 282367     | 2003 OD11  | 21 jul 2003 | Palomar          | NEAT            | —         | MPC                           |
| 282368     | 2003 OA13  | 25 jul 2003 | Socorro          | LINEAR          | —         | MPC                           |
| 282369     | 2003 OB19  | 30 jul 2003 | Palomar          | NEAT            | Pallas    | MPC                           |
| 282370     | 2003 PR9   | 1 ago 2003  | Socorro          | LINEAR          | Eos       | MPC                           |
| 282371     | 2003 PB13  | 4 ago 2003  | Haleakala        | NEAT            | —         | MPC                           |
| 282372     | 2003 QN15  | 20 ago 2003 | Palomar          | NEAT            | —         | MPC                           |
| 282373     | 2003 QK16  | 20 ago 2003 | Campo Imperatore | CINEOS          | —         | MPC                           |
| 282374     | 2003 QW21  | 20 ago 2003 | Palomar          | NEAT            | —         | MPC                           |
| 282375     | 2003 QT33  | 22 ago 2003 | Palomar          | NEAT            | —         | MPC                           |
| 282376     | 2003 QH40  | 22 ago 2003 | Socorro          | LINEAR          | —         | MPC                           |
| 282377     | 2003 QN60  | 23 ago 2003 | Socorro          | LINEAR          | —         | MPC                           |
| 282378     | 2003 QQ63  | 23 ago 2003 | Socorro          | LINEAR          | —         | MPC                           |
| 282379     | 2003 QU71  | 25 ago 2003 | Palomar          | NEAT            | —         | MPC                           |
| 282380     | 2003 QL86  | 25 ago 2003 | Palomar          | NEAT            | —         | MPC                           |
| 282381     | 2003 QS109 | 26 ago 2003 | Haleakala        | NEAT            | Phocaea   | MPC                           |
| 282382     | 2003 RU22  | 1 set 2003  | Socorro          | LINEAR          | —         | MPC                           |
| 282383     | 2003 RU25  | 15 set 2003 | Palomar          | NEAT            | —         | MPC                           |
| 282384     | 2003 SB11  | 17 set 2003 | Kitt Peak        | Spacewatch      | —         | MPC                           |
| 282385     | 2003 SU26  | 18 set 2003 | Palomar          | NEAT            | —         | MPC                           |
| 282386     | 2003 SN35  | 18 set 2003 | Palomar          | NEAT            | —         | MPC                           |
| 282387     | 2003 SC38  | 16 set 2003 | Palomar          | NEAT            | —         | MPC                           |
| 282388     | 2003 SM81  | 19 set 2003 | Haleakala        | NEAT            | —         | MPC                           |
| 282389     | 2003 SA98  | 19 set 2003 | Palomar          | NEAT            | —         | MPC                           |
| 282390     | 2003 SQ118 | 16 set 2003 | Kitt Peak        | Spacewatch      | Themis    | MPC                           |
| 282391     | 2003 SK131 | 19 set 2003 | Kitt Peak        | Spacewatch      | —         | MPC                           |
| 282392     | 2003 SX145 | 18 set 2003 | Haleakala        | NEAT            | —         | MPC                           |
| 282393     | 2003 SR194 | 20 set 2003 | Palomar          | NEAT            | —         | MPC                           |
| 282394     | 2003 ST196 | 20 set 2003 | Palomar          | NEAT            | —         | MPC                           |
| 282395     | 2003 SY214 | 27 set 2003 | Socorro          | LINEAR          | Eos       | MPC                           |
| 282396     | 2003 SA222 | 27 set 2003 | Socorro          | LINEAR          | —         | MPC                           |
| 282397     | 2003 SU257 | 28 set 2003 | Socorro          | LINEAR          | —         | MPC                           |
| 282398     | 2003 SM273 | 27 set 2003 | Socorro          | LINEAR          | —         | MPC                           |
| 282399     | 2003 SV294 | 28 set 2003 | Socorro          | LINEAR          | —         | MPC                           |
| 282400     | 2003 SQ303 | 17 set 2003 | Palomar          | NEAT            | —         | MPC                           |

## 282401–282500
| Designação | Designação | Descoberta  | Descoberta       | Descobridor(es)       | Categoria | Mais informações / Referência |
| Permanente | Provisória | Data        | Local            | Descobridor(es)       | Categoria | Mais informações / Referência |
| ---------- | ---------- | ----------- | ---------------- | --------------------- | --------- | ----------------------------- |
| 282401     | 2003 SF305 | 17 set 2003 | Palomar          | NEAT                  | —         | MPC                           |
| 282402     | 2003 SA313 | 17 set 2003 | Palomar          | NEAT                  | —         | MPC                           |
| 282403     | 2003 SV320 | 18 set 2003 | Kitt Peak        | Spacewatch            | —         | MPC                           |
| 282404     | 2003 SH336 | 26 set 2003 | Apache Point     | SDSS                  | —         | MPC                           |
| 282405     | 2003 TW13  | 5 out 2003  | Socorro          | LINEAR                | Juno      | MPC                           |
| 282406     | 2003 TR21  | 1 out 2003  | Anderson Mesa    | LONEOS                | —         | MPC                           |
| 282407     | 2003 TC56  | 5 out 2003  | Kitt Peak        | Spacewatch            | —         | MPC                           |
| 282408     | 2003 UW8   | 18 out 2003 | Kvistaberg       | UDAS                  | —         | MPC                           |
| 282409     | 2003 UL11  | 20 out 2003 | Socorro          | LINEAR                | —         | MPC                           |
| 282410     | 2003 UX14  | 16 out 2003 | Kitt Peak        | Spacewatch            | —         | MPC                           |
| 282411     | 2003 UJ17  | 17 out 2003 | Kitt Peak        | Spacewatch            | —         | MPC                           |
| 282412     | 2003 UF62  | 16 out 2003 | Anderson Mesa    | LONEOS                | —         | MPC                           |
| 282413     | 2003 UQ144 | 18 out 2003 | Anderson Mesa    | LONEOS                | —         | MPC                           |
| 282414     | 2003 UQ179 | 21 out 2003 | Socorro          | LINEAR                | —         | MPC                           |
| 282415     | 2003 UK200 | 21 out 2003 | Socorro          | LINEAR                | —         | MPC                           |
| 282416     | 2003 UX202 | 21 out 2003 | Palomar          | NEAT                  | —         | MPC                           |
| 282417     | 2003 UA205 | 22 out 2003 | Socorro          | LINEAR                | —         | MPC                           |
| 282418     | 2003 UF213 | 23 out 2003 | Haleakala        | NEAT                  | —         | MPC                           |
| 282419     | 2003 UX223 | 22 out 2003 | Socorro          | LINEAR                | —         | MPC                           |
| 282420     | 2003 UB251 | 25 out 2003 | Socorro          | LINEAR                | —         | MPC                           |
| 282421     | 2003 UQ274 | 30 out 2003 | Socorro          | LINEAR                | —         | MPC                           |
| 282422     | 2003 UF322 | 16 out 2003 | Kitt Peak        | Spacewatch            | —         | MPC                           |
| 282423     | 2003 UZ323 | 17 out 2003 | Apache Point     | SDSS                  | —         | MPC                           |
| 282424     | 2003 UM362 | 20 out 2003 | Kitt Peak        | Spacewatch            | —         | MPC                           |
| 282425     | 2003 UQ374 | 22 out 2003 | Apache Point     | SDSS                  | —         | MPC                           |
| 282426     | 2003 UO381 | 22 out 2003 | Apache Point     | SDSS                  | —         | MPC                           |
| 282427     | 2003 WG54  | 20 nov 2003 | Socorro          | LINEAR                | —         | MPC                           |
| 282428     | 2003 WU66  | 19 nov 2003 | Kitt Peak        | Spacewatch            | Mitidika  | MPC                           |
| 282429     | 2003 WW78  | 20 nov 2003 | Socorro          | LINEAR                | —         | MPC                           |
| 282430     | 2003 WS86  | 21 nov 2003 | Socorro          | LINEAR                | —         | MPC                           |
| 282431     | 2003 WU86  | 21 nov 2003 | Socorro          | LINEAR                | —         | MPC                           |
| 282432     | 2003 WK89  | 16 nov 2003 | Catalina         | CSS                   | —         | MPC                           |
| 282433     | 2003 WO137 | 21 nov 2003 | Socorro          | LINEAR                | —         | MPC                           |
| 282434     | 2003 WX139 | 21 nov 2003 | Socorro          | LINEAR                | —         | MPC                           |
| 282435     | 2003 WY161 | 30 nov 2003 | Socorro          | LINEAR                | —         | MPC                           |
| 282436     | 2003 WR189 | 21 nov 2003 | Catalina         | CSS                   | —         | MPC                           |
| 282437     | 2003 XE6   | 3 dez 2003  | Socorro          | LINEAR                | Phocaea   | MPC                           |
| 282438     | 2003 XV21  | 15 dez 2003 | Palomar          | NEAT                  | —         | MPC                           |
| 282439     | 2003 XE22  | 14 dez 2003 | Socorro          | LINEAR                | —         | MPC                           |
| 282440     | 2003 YL35  | 19 dez 2003 | Socorro          | LINEAR                | Eos       | MPC                           |
| 282441     | 2003 YY42  | 19 dez 2003 | Kitt Peak        | Spacewatch            | Mitidika  | MPC                           |
| 282442     | 2003 YX55  | 19 dez 2003 | Socorro          | LINEAR                | —         | MPC                           |
| 282443     | 2003 YT90  | 20 dez 2003 | Socorro          | LINEAR                | —         | MPC                           |
| 282444     | 2003 YJ102 | 19 dez 2003 | Socorro          | LINEAR                | —         | MPC                           |
| 282445     | 2003 YP102 | 19 dez 2003 | Socorro          | LINEAR                | —         | MPC                           |
| 282446     | 2003 YK152 | 29 dez 2003 | Socorro          | LINEAR                | Brangane  | MPC                           |
| 282447     | 2004 BC35  | 19 jan 2004 | Kitt Peak        | Spacewatch            | —         | MPC                           |
| 282448     | 2004 BL81  | 26 jan 2004 | Anderson Mesa    | LONEOS                | —         | MPC                           |
| 282449     | 2004 BS100 | 28 jan 2004 | Kitt Peak        | Spacewatch            | —         | MPC                           |
| 282450     | 2004 BE109 | 28 jan 2004 | Kitt Peak        | Spacewatch            | —         | MPC                           |
| 282451     | 2004 BH151 | 18 jan 2004 | Palomar          | NEAT                  | —         | MPC                           |
| 282452     | 2004 CT18  | 10 fev 2004 | Palomar          | NEAT                  | —         | MPC                           |
| 282453     | 2004 CH32  | 12 fev 2004 | Kitt Peak        | Spacewatch            | —         | MPC                           |
| 282454     | 2004 CP47  | 14 fev 2004 | Kitt Peak        | Spacewatch            | —         | MPC                           |
| 282455     | 2004 CY48  | 15 fev 2004 | Haleakala        | NEAT                  | —         | MPC                           |
| 282456     | 2004 CB68  | 10 fev 2004 | Palomar          | NEAT                  | —         | MPC                           |
| 282457     | 2004 CY88  | 11 fev 2004 | Kitt Peak        | Spacewatch            | —         | MPC                           |
| 282458     | 2004 CC99  | 15 fev 2004 | Socorro          | LINEAR                | —         | MPC                           |
| 282459     | 2004 CF113 | 13 fev 2004 | Anderson Mesa    | LONEOS                | Brangane  | MPC                           |
| 282460     | 2004 DN11  | 16 fev 2004 | Kitt Peak        | Spacewatch            | —         | MPC                           |
| 282461     | 2004 DO33  | 18 fev 2004 | Socorro          | LINEAR                | —         | MPC                           |
| 282462     | 2004 DO35  | 19 fev 2004 | Socorro          | LINEAR                | —         | MPC                           |
| 282463     | 2004 EJ59  | 15 mar 2004 | Palomar          | NEAT                  | —         | MPC                           |
| 282464     | 2004 FY    | 16 mar 2004 | Goodricke-Pigott | Goodricke-Pigott Obs. | —         | MPC                           |
| 282465     | 2004 FF13  | 16 mar 2004 | Catalina         | CSS                   | —         | MPC                           |
| 282466     | 2004 FK30  | 20 mar 2004 | Siding Spring    | SSS                   | —         | MPC                           |
| 282467     | 2004 FS56  | 16 mar 2004 | Kitt Peak        | Spacewatch            | —         | MPC                           |
| 282468     | 2004 FF61  | 19 mar 2004 | Socorro          | LINEAR                | —         | MPC                           |
| 282469     | 2004 FE141 | 27 mar 2004 | Socorro          | LINEAR                | —         | MPC                           |
| 282470     | 2004 FY143 | 28 mar 2004 | Socorro          | LINEAR                | —         | MPC                           |
| 282471     | 2004 GZ4   | 11 abr 2004 | Palomar          | NEAT                  | —         | MPC                           |
| 282472     | 2004 GF21  | 11 abr 2004 | Palomar          | NEAT                  | —         | MPC                           |
| 282473     | 2004 GZ23  | 13 abr 2004 | Catalina         | CSS                   | —         | MPC                           |
| 282474     | 2004 GZ28  | 9 abr 2004  | Siding Spring    | SSS                   | —         | MPC                           |
| 282475     | 2004 GE38  | 14 abr 2004 | Haleakala        | NEAT                  | —         | MPC                           |
| 282476     | 2004 GN50  | 12 abr 2004 | Kitt Peak        | Spacewatch            | —         | MPC                           |
| 282477     | 2004 HU56  | 27 abr 2004 | Socorro          | LINEAR                | —         | MPC                           |
| 282478     | 2004 JP11  | 13 mai 2004 | Socorro          | LINEAR                | —         | MPC                           |
| 282479     | 2004 KL10  | 21 mai 2004 | Socorro          | LINEAR                | —         | MPC                           |
| 282480     | 2004 KW10  | 19 mai 2004 | Kitt Peak        | Spacewatch            | —         | MPC                           |
| 282481     | 2004 KO12  | 22 mai 2004 | Catalina         | CSS                   | —         | MPC                           |
| 282482     | 2004 LP16  | 12 jun 2004 | Siding Spring    | SSS                   | —         | MPC                           |
| 282483     | 2004 MG6   | 19 jun 2004 | Catalina         | CSS                   | —         | MPC                           |
| 282484     | 2004 NL5   | 10 jul 2004 | Catalina         | CSS                   | —         | MPC                           |
| 282485     | 2004 NQ13  | 11 jul 2004 | Socorro          | LINEAR                | —         | MPC                           |
| 282486     | 2004 NL18  | 14 jul 2004 | Socorro          | LINEAR                | —         | MPC                           |
| 282487     | 2004 NW19  | 14 jul 2004 | Socorro          | LINEAR                | —         | MPC                           |
| 282488     | 2004 NW32  | 11 jul 2004 | Socorro          | LINEAR                | —         | MPC                           |
| 282489     | 2004 OL1   | 16 jul 2004 | Socorro          | LINEAR                | —         | MPC                           |
| 282490     | 2004 PY5   | 6 ago 2004  | Palomar          | NEAT                  | —         | MPC                           |
| 282491     | 2004 PC9   | 6 ago 2004  | Palomar          | NEAT                  | —         | MPC                           |
| 282492     | 2004 PE11  | 7 ago 2004  | Palomar          | NEAT                  | —         | MPC                           |
| 282493     | 2004 PB15  | 7 ago 2004  | Palomar          | NEAT                  | —         | MPC                           |
| 282494     | 2004 PZ26  | 8 ago 2004  | Siding Spring    | SSS                   | —         | MPC                           |
| 282495     | 2004 PK34  | 8 ago 2004  | Anderson Mesa    | LONEOS                | —         | MPC                           |
| 282496     | 2004 PW40  | 9 ago 2004  | Socorro          | LINEAR                | —         | MPC                           |
| 282497     | 2004 PC43  | 5 ago 2004  | Palomar          | NEAT                  | —         | MPC                           |
| 282498     | 2004 PA54  | 8 ago 2004  | Anderson Mesa    | LONEOS                | —         | MPC                           |
| 282499     | 2004 PE55  | 8 ago 2004  | Palomar          | NEAT                  | —         | MPC                           |
| 282500     | 2004 PL62  | 10 ago 2004 | Campo Imperatore | CINEOS                | —         | MPC                           |

## 282501–282600
| Designação | Designação | Descoberta  | Descoberta        | Descobridor(es)     | Categoria | Mais informações / Referência |
| Permanente | Provisória | Data        | Local             | Descobridor(es)     | Categoria | Mais informações / Referência |
| ---------- | ---------- | ----------- | ----------------- | ------------------- | --------- | ----------------------------- |
| 282501     | 2004 PJ64  | 10 ago 2004 | Socorro           | LINEAR              | —         | MPC                           |
| 282502     | 2004 PK83  | 10 ago 2004 | Socorro           | LINEAR              | —         | MPC                           |
| 282503     | 2004 PM94  | 10 ago 2004 | Socorro           | LINEAR              | —         | MPC                           |
| 282504     | 2004 PA101 | 11 ago 2004 | Socorro           | LINEAR              | —         | MPC                           |
| 282505     | 2004 PA102 | 11 ago 2004 | Socorro           | LINEAR              | —         | MPC                           |
| 282506     | 2004 PD102 | 11 ago 2004 | Siding Spring     | SSS                 | —         | MPC                           |
| 282507     | 2004 PW102 | 12 ago 2004 | Socorro           | LINEAR              | —         | MPC                           |
| 282508     | 2004 PZ112 | 15 ago 2004 | Palomar           | NEAT                | —         | MPC                           |
| 282509     | 2004 PL114 | 9 ago 2004  | Socorro           | LINEAR              | —         | MPC                           |
| 282510     | 2004 QJ10  | 21 ago 2004 | Siding Spring     | SSS                 | —         | MPC                           |
| 282511     | 2004 QL20  | 25 ago 2004 | Socorro           | LINEAR              | —         | MPC                           |
| 282512     | 2004 QU27  | 20 ago 2004 | Kitt Peak         | Spacewatch          | Ursula    | MPC                           |
| 282513     | 2004 RR7   | 6 set 2004  | Palomar           | NEAT                | —         | MPC                           |
| 282514     | 2004 RN45  | 8 set 2004  | Socorro           | LINEAR              | Mitidika  | MPC                           |
| 282515     | 2004 RY46  | 8 set 2004  | Socorro           | LINEAR              | —         | MPC                           |
| 282516     | 2004 RH48  | 8 set 2004  | Socorro           | LINEAR              | —         | MPC                           |
| 282517     | 2004 RT54  | 8 set 2004  | Socorro           | LINEAR              | —         | MPC                           |
| 282518     | 2004 RX66  | 8 set 2004  | Socorro           | LINEAR              | —         | MPC                           |
| 282519     | 2004 RA75  | 8 set 2004  | Socorro           | LINEAR              | Mitidika  | MPC                           |
| 282520     | 2004 RW79  | 7 set 2004  | Socorro           | LINEAR              | —         | MPC                           |
| 282521     | 2004 RV85  | 6 set 2004  | Siding Spring     | SSS                 | —         | MPC                           |
| 282522     | 2004 RP97  | 8 set 2004  | Socorro           | LINEAR              | —         | MPC                           |
| 282523     | 2004 RX103 | 8 set 2004  | Palomar           | NEAT                | —         | MPC                           |
| 282524     | 2004 RJ155 | 10 set 2004 | Socorro           | LINEAR              | —         | MPC                           |
| 282525     | 2004 RS169 | 8 set 2004  | Socorro           | LINEAR              | —         | MPC                           |
| 282526     | 2004 RF180 | 10 set 2004 | Socorro           | LINEAR              | —         | MPC                           |
| 282527     | 2004 RK180 | 10 set 2004 | Socorro           | LINEAR              | —         | MPC                           |
| 282528     | 2004 RK194 | 10 set 2004 | Socorro           | LINEAR              | —         | MPC                           |
| 282529     | 2004 RG195 | 10 set 2004 | Socorro           | LINEAR              | —         | MPC                           |
| 282530     | 2004 RV203 | 12 set 2004 | Palomar           | NEAT                | —         | MPC                           |
| 282531     | 2004 RR215 | 11 set 2004 | Socorro           | LINEAR              | —         | MPC                           |
| 282532     | 2004 RM224 | 8 set 2004  | Palomar           | NEAT                | —         | MPC                           |
| 282533     | 2004 RU234 | 10 set 2004 | Kitt Peak         | Spacewatch          | —         | MPC                           |
| 282534     | 2004 RD248 | 12 set 2004 | Socorro           | LINEAR              | —         | MPC                           |
| 282535     | 2004 RF257 | 9 set 2004  | Socorro           | LINEAR              | —         | MPC                           |
| 282536     | 2004 RZ260 | 10 set 2004 | Kitt Peak         | Spacewatch          | —         | MPC                           |
| 282537     | 2004 RF277 | 13 set 2004 | Kitt Peak         | Spacewatch          | —         | MPC                           |
| 282538     | 2004 RX289 | 9 set 2004  | Socorro           | LINEAR              | —         | MPC                           |
| 282539     | 2004 RC316 | 8 set 2004  | Bergisch Gladbach | W. Bickel           | —         | MPC                           |
| 282540     | 2004 RE325 | 13 set 2004 | Socorro           | LINEAR              | —         | MPC                           |
| 282541     | 2004 ST13  | 17 set 2004 | Socorro           | LINEAR              | —         | MPC                           |
| 282542     | 2004 SB59  | 17 set 2004 | Socorro           | LINEAR              | —         | MPC                           |
| 282543     | 2004 ST60  | 21 set 2004 | Anderson Mesa     | LONEOS              | Phocaea   | MPC                           |
| 282544     | 2004 TB54  | 4 out 2004  | Kitt Peak         | Spacewatch          | —         | MPC                           |
| 282545     | 2004 TL68  | 5 out 2004  | Anderson Mesa     | LONEOS              | —         | MPC                           |
| 282546     | 2004 TG121 | 7 out 2004  | Anderson Mesa     | LONEOS              | —         | MPC                           |
| 282547     | 2004 TE131 | 7 out 2004  | Anderson Mesa     | LONEOS              | Chloris   | MPC                           |
| 282548     | 2004 TV160 | 6 out 2004  | Kitt Peak         | Spacewatch          | —         | MPC                           |
| 282549     | 2004 TN199 | 7 out 2004  | Kitt Peak         | Spacewatch          | —         | MPC                           |
| 282550     | 2004 TX199 | 7 out 2004  | Kitt Peak         | Spacewatch          | —         | MPC                           |
| 282551     | 2004 TG215 | 10 out 2004 | Kitt Peak         | Spacewatch          | Ursula    | MPC                           |
| 282552     | 2004 TV328 | 4 out 2004  | Palomar           | NEAT                | —         | MPC                           |
| 282553     | 2004 TF346 | 15 out 2004 | Kitt Peak         | Spacewatch          | —         | MPC                           |
| 282554     | 2004 TH356 | 13 out 2004 | Anderson Mesa     | LONEOS              | —         | MPC                           |
| 282555     | 2004 TU356 | 14 out 2004 | Anderson Mesa     | LONEOS              | —         | MPC                           |
| 282556     | 2004 UN9   | 16 out 2004 | Socorro           | LINEAR              | —         | MPC                           |
| 282557     | 2004 VM11  | 3 nov 2004  | Palomar           | NEAT                | —         | MPC                           |
| 282558     | 2004 VK28  | 7 nov 2004  | Socorro           | LINEAR              | —         | MPC                           |
| 282559     | 2004 WS6   | 19 nov 2004 | Socorro           | LINEAR              | —         | MPC                           |
| 282560     | 2004 XW35  | 9 dez 2004  | Jarnac            | Jarnac Obs.         | —         | MPC                           |
| 282561     | 2004 XO61  | 2 dez 2004  | Socorro           | LINEAR              | —         | MPC                           |
| 282562     | 2004 XO66  | 3 dez 2004  | Kitt Peak         | Spacewatch          | —         | MPC                           |
| 282563     | 2004 XR68  | 7 dez 2004  | Socorro           | LINEAR              | —         | MPC                           |
| 282564     | 2004 XE80  | 10 dez 2004 | Anderson Mesa     | LONEOS              | —         | MPC                           |
| 282565     | 2004 XZ80  | 10 dez 2004 | Socorro           | LINEAR              | —         | MPC                           |
| 282566     | 2004 XY90  | 11 dez 2004 | Kitt Peak         | Spacewatch          | —         | MPC                           |
| 282567     | 2004 XH95  | 11 dez 2004 | Kitt Peak         | Spacewatch          | —         | MPC                           |
| 282568     | 2004 YJ14  | 18 dez 2004 | Mount Lemmon      | Mount Lemmon Survey | —         | MPC                           |
| 282569     | 2004 YF24  | 16 dez 2004 | Kitt Peak         | Spacewatch          | —         | MPC                           |
| 282570     | 2005 AT28  | 15 jan 2005 | Socorro           | LINEAR              | —         | MPC                           |
| 282571     | 2005 AX34  | 13 jan 2005 | Socorro           | LINEAR              | —         | MPC                           |
| 282572     | 2005 AH38  | 13 jan 2005 | Catalina          | CSS                 | Phocaea   | MPC                           |
| 282573     | 2005 AE40  | 15 jan 2005 | Socorro           | LINEAR              | —         | MPC                           |
| 282574     | 2005 AB41  | 15 jan 2005 | Socorro           | LINEAR              | —         | MPC                           |
| 282575     | 2005 AM55  | 15 jan 2005 | Socorro           | LINEAR              | —         | MPC                           |
| 282576     | 2005 AP55  | 15 jan 2005 | Socorro           | LINEAR              | —         | MPC                           |
| 282577     | 2005 CU    | 1 fev 2005  | Catalina          | CSS                 | —         | MPC                           |
| 282578     | 2005 CG4   | 1 fev 2005  | Kitt Peak         | Spacewatch          | —         | MPC                           |
| 282579     | 2005 CU13  | 2 fev 2005  | Kitt Peak         | Spacewatch          | —         | MPC                           |
| 282580     | 2005 CQ15  | 2 fev 2005  | Catalina          | CSS                 | —         | MPC                           |
| 282581     | 2005 CS61  | 9 fev 2005  | Socorro           | LINEAR              | Juno      | MPC                           |
| 282582     | 2005 EG102 | 3 mar 2005  | Catalina          | CSS                 | —         | MPC                           |
| 282583     | 2005 EW138 | 9 mar 2005  | Mount Lemmon      | Mount Lemmon Survey | —         | MPC                           |
| 282584     | 2005 EV145 | 10 mar 2005 | Mount Lemmon      | Mount Lemmon Survey | —         | MPC                           |
| 282585     | 2005 ED146 | 10 mar 2005 | Mount Lemmon      | Mount Lemmon Survey | Brangane  | MPC                           |
| 282586     | 2005 EX171 | 7 mar 2005  | Socorro           | LINEAR              | —         | MPC                           |
| 282587     | 2005 EW173 | 8 mar 2005  | Kitt Peak         | Spacewatch          | —         | MPC                           |
| 282588     | 2005 EX174 | 8 mar 2005  | Socorro           | LINEAR              | —         | MPC                           |
| 282589     | 2005 EP203 | 11 mar 2005 | Kitt Peak         | Spacewatch          | —         | MPC                           |
| 282590     | 2005 EU217 | 9 mar 2005  | Mount Lemmon      | Mount Lemmon Survey | —         | MPC                           |
| 282591     | 2005 EC236 | 10 mar 2005 | Mount Lemmon      | Mount Lemmon Survey | —         | MPC                           |
| 282592     | 2005 EL252 | 10 mar 2005 | Mount Lemmon      | Mount Lemmon Survey | —         | MPC                           |
| 282593     | 2005 EQ264 | 13 mar 2005 | Kitt Peak         | Spacewatch          | —         | MPC                           |
| 282594     | 2005 EF275 | 8 mar 2005  | Anderson Mesa     | LONEOS              | —         | MPC                           |
| 282595     | 2005 FU1   | 16 mar 2005 | Mount Lemmon      | Mount Lemmon Survey | —         | MPC                           |
| 282596     | 2005 FG6   | 31 mar 2005 | Anderson Mesa     | LONEOS              | Brangane  | MPC                           |
| 282597     | 2005 GK31  | 4 abr 2005  | Catalina          | CSS                 | —         | MPC                           |
| 282598     | 2005 GF50  | 5 abr 2005  | Mount Lemmon      | Mount Lemmon Survey | Brangane  | MPC                           |
| 282599     | 2005 GX55  | 6 abr 2005  | Mount Lemmon      | Mount Lemmon Survey | —         | MPC                           |
| 282600     | 2005 GR82  | 4 abr 2005  | Mount Lemmon      | Mount Lemmon Survey | Eos       | MPC                           |

## 282601–282700
| Designação    | Designação | Descoberta  | Descoberta    | Descobridor(es)     | Categoria | Mais informações / Referência |
| Permanente    | Provisória | Data        | Local         | Descobridor(es)     | Categoria | Mais informações / Referência |
| ------------- | ---------- | ----------- | ------------- | ------------------- | --------- | ----------------------------- |
| 282601        | 2005 GA94  | 6 abr 2005  | Catalina      | CSS                 | —         | MPC                           |
| 282602        | 2005 GY114 | 10 abr 2005 | Mount Lemmon  | Mount Lemmon Survey | —         | MPC                           |
| 282603        | 2005 GP130 | 8 abr 2005  | Socorro       | LINEAR              | —         | MPC                           |
| 282604        | 2005 GQ151 | 12 abr 2005 | Mount Lemmon  | Mount Lemmon Survey | —         | MPC                           |
| 282605        | 2005 GA153 | 13 abr 2005 | Anderson Mesa | LONEOS              | —         | MPC                           |
| 282606        | 2005 GW154 | 10 abr 2005 | Mount Lemmon  | Mount Lemmon Survey | —         | MPC                           |
| 282607        | 2005 GR163 | 10 abr 2005 | Mount Lemmon  | Mount Lemmon Survey | —         | MPC                           |
| 282608        | 2005 GN177 | 15 abr 2005 | Kitt Peak     | Spacewatch          | —         | MPC                           |
| 282609        | 2005 JN2   | 3 mai 2005  | Kitt Peak     | Spacewatch          | —         | MPC                           |
| 282610        | 2005 JV20  | 4 mai 2005  | Catalina      | CSS                 | —         | MPC                           |
| 282611        | 2005 JH24  | 3 mai 2005  | Kitt Peak     | Spacewatch          | —         | MPC                           |
| 282612        | 2005 JQ31  | 4 mai 2005  | Palomar       | NEAT                | —         | MPC                           |
| 282613        | 2005 JA33  | 4 mai 2005  | Catalina      | CSS                 | —         | MPC                           |
| 282614        | 2005 JZ37  | 6 mai 2005  | Mount Lemmon  | Mount Lemmon Survey | —         | MPC                           |
| 282615        | 2005 JH44  | 7 mai 2005  | Mount Lemmon  | Mount Lemmon Survey | —         | MPC                           |
| 282616        | 2005 JZ51  | 4 mai 2005  | Kitt Peak     | Spacewatch          | Ursula    | MPC                           |
| 282617        | 2005 JK99  | 9 mai 2005  | Kitt Peak     | Spacewatch          | —         | MPC                           |
| 282618        | 2005 JZ99  | 9 mai 2005  | Kitt Peak     | Spacewatch          | —         | MPC                           |
| 282619        | 2005 JM100 | 9 mai 2005  | Kitt Peak     | Spacewatch          | —         | MPC                           |
| 282620        | 2005 JK135 | 14 mai 2005 | Mount Lemmon  | Mount Lemmon Survey | —         | MPC                           |
| 282621        | 2005 JG157 | 4 mai 2005  | Kitt Peak     | Spacewatch          | —         | MPC                           |
| 282622        | 2005 KH7   | 19 mai 2005 | Palomar       | NEAT                | —         | MPC                           |
| 282623        | 2005 LR19  | 8 jun 2005  | Kitt Peak     | Spacewatch          | —         | MPC                           |
| 282624        | 2005 LN20  | 4 jun 2005  | Kitt Peak     | Spacewatch          | —         | MPC                           |
| 282625        | 2005 LL28  | 9 jun 2005  | Kitt Peak     | Spacewatch          | —         | MPC                           |
| 282626        | 2005 MQ4   | 17 jun 2005 | Kitt Peak     | Spacewatch          | —         | MPC                           |
| 282627        | 2005 PO24  | 10 ago 2005 | Cerro Tololo  | M. W. Buie          | —         | MPC                           |
| 282628        | 2005 QC104 | 27 ago 2005 | Palomar       | NEAT                | —         | MPC                           |
| 282629        | 2005 QY182 | 27 ago 2005 | Palomar       | NEAT                | —         | MPC                           |
| 282630        | 2005 RL50  | 3 set 2005  | Mauna Kea     | P. A. Wiegert       | —         | MPC                           |
| 282631        | 2005 SV1   | 23 set 2005 | Ondřejov      | P. Kušnirák         | Brangane  | MPC                           |
| 282632        | 2005 SE34  | 23 set 2005 | Kitt Peak     | Spacewatch          | —         | MPC                           |
| 282633        | 2005 SG208 | 30 set 2005 | Kitt Peak     | Spacewatch          | Phocaea   | MPC                           |
| 282634        | 2005 SQ263 | 23 set 2005 | Kitt Peak     | Spacewatch          | —         | MPC                           |
| 282635        | 2005 SK276 | 29 set 2005 | Kitt Peak     | Spacewatch          | —         | MPC                           |
| 282636        | 2005 SH293 | 23 set 2005 | Anderson Mesa | LONEOS              | —         | MPC                           |
| 282637        | 2005 TT1   | 1 out 2005  | Catalina      | CSS                 | —         | MPC                           |
| 282638        | 2005 TY11  | 1 out 2005  | Catalina      | CSS                 | —         | MPC                           |
| 282639        | 2005 TC46  | 9 out 2005  | Ottmarsheim   | Ottmarsheim Obs.    | —         | MPC                           |
| 282640        | 2005 TG63  | 4 out 2005  | Mount Lemmon  | Mount Lemmon Survey | —         | MPC                           |
| 282641        | 2005 TK74  | 7 out 2005  | Anderson Mesa | LONEOS              | —         | MPC                           |
| 282642        | 2005 TB100 | 7 out 2005  | Socorro       | LINEAR              | —         | MPC                           |
| 282643        | 2005 TQ104 | 8 out 2005  | Catalina      | CSS                 | Koronis   | MPC                           |
| 282644        | 2005 TN138 | 7 out 2005  | Catalina      | CSS                 | —         | MPC                           |
| 282645        | 2005 TA172 | 10 out 2005 | Kitt Peak     | Spacewatch          | Juno      | MPC                           |
| 282646        | 2005 UR17  | 22 out 2005 | Kitt Peak     | Spacewatch          | —         | MPC                           |
| 282647        | 2005 UB53  | 23 out 2005 | Catalina      | CSS                 | —         | MPC                           |
| 282648        | 2005 UM60  | 25 out 2005 | Catalina      | CSS                 | —         | MPC                           |
| 282649        | 2005 UP98  | 22 out 2005 | Kitt Peak     | Spacewatch          | —         | MPC                           |
| 282650        | 2005 UF99  | 22 out 2005 | Kitt Peak     | Spacewatch          | —         | MPC                           |
| 282651        | 2005 UU106 | 22 out 2005 | Kitt Peak     | Spacewatch          | —         | MPC                           |
| 282652        | 2005 UP113 | 22 out 2005 | Kitt Peak     | Spacewatch          | Maria     | MPC                           |
| 282653        | 2005 UO141 | 25 out 2005 | Catalina      | CSS                 | —         | MPC                           |
| 282654        | 2005 UF156 | 26 out 2005 | Catalina      | CSS                 | —         | MPC                           |
| 282655        | 2005 US166 | 24 out 2005 | Kitt Peak     | Spacewatch          | —         | MPC                           |
| 282656        | 2005 UU198 | 25 out 2005 | Mount Lemmon  | Mount Lemmon Survey | —         | MPC                           |
| 282657        | 2005 UW312 | 29 out 2005 | Catalina      | CSS                 | —         | MPC                           |
| 282658        | 2005 UJ347 | 30 out 2005 | Kitt Peak     | Spacewatch          | —         | MPC                           |
| 282659        | 2005 UD352 | 29 out 2005 | Catalina      | CSS                 | —         | MPC                           |
| 282660        | 2005 UR353 | 29 out 2005 | Catalina      | CSS                 | —         | MPC                           |
| 282661        | 2005 UN393 | 27 out 2005 | Anderson Mesa | LONEOS              | —         | MPC                           |
| 282662        | 2005 UJ399 | 31 out 2005 | Catalina      | CSS                 | —         | MPC                           |
| 282663        | 2005 UE405 | 29 out 2005 | Mount Lemmon  | Mount Lemmon Survey | —         | MPC                           |
| 282664        | 2005 UL436 | 30 out 2005 | Mount Lemmon  | Mount Lemmon Survey | —         | MPC                           |
| 282665        | 2005 UT469 | 30 out 2005 | Kitt Peak     | Spacewatch          | —         | MPC                           |
| 282666        | 2005 UE479 | 29 out 2005 | Mount Lemmon  | Mount Lemmon Survey | —         | MPC                           |
| 282667        | 2005 UF513 | 26 out 2005 | Kitt Peak     | Spacewatch          | —         | MPC                           |
| 282668        | 2005 UK521 | 26 out 2005 | Apache Point  | A. C. Becker        | —         | MPC                           |
| 282669 Erguël | 2005 VD4   | 6 nov 2005  | Nogales       | M. Ory              | —         | MPC                           |
| 282670        | 2005 VP67  | 1 nov 2005  | Mount Lemmon  | Mount Lemmon Survey | —         | MPC                           |
| 282671        | 2005 VC95  | 6 nov 2005  | Kitt Peak     | Spacewatch          | Brangane  | MPC                           |
| 282672        | 2005 WZ2   | 20 nov 2005 | Palomar       | NEAT                | —         | MPC                           |
| 282673        | 2005 WX7   | 21 nov 2005 | Catalina      | CSS                 | —         | MPC                           |
| 282674        | 2005 WF44  | 21 nov 2005 | Kitt Peak     | Spacewatch          | —         | MPC                           |
| 282675        | 2005 WX73  | 26 nov 2005 | Catalina      | CSS                 | —         | MPC                           |
| 282676        | 2005 WO93  | 25 nov 2005 | Mount Lemmon  | Mount Lemmon Survey | —         | MPC                           |
| 282677        | 2005 WN105 | 29 nov 2005 | Socorro       | LINEAR              | —         | MPC                           |
| 282678        | 2005 WG110 | 30 nov 2005 | Kitt Peak     | Spacewatch          | —         | MPC                           |
| 282679        | 2005 WG119 | 28 nov 2005 | Socorro       | LINEAR              | —         | MPC                           |
| 282680        | 2005 WM179 | 21 nov 2005 | Anderson Mesa | LONEOS              | Brangane  | MPC                           |
| 282681        | 2005 WG180 | 21 nov 2005 | Catalina      | CSS                 | —         | MPC                           |
| 282682        | 2005 WN180 | 22 nov 2005 | Needville     | Needville Obs.      | —         | MPC                           |
| 282683        | 2005 XT2   | 1 dez 2005  | Kitt Peak     | Spacewatch          | —         | MPC                           |
| 282684        | 2005 XB19  | 1 dez 2005  | Socorro       | LINEAR              | —         | MPC                           |
| 282685        | 2005 XC24  | 2 dez 2005  | Socorro       | LINEAR              | —         | MPC                           |
| 282686        | 2005 XB31  | 1 dez 2005  | Socorro       | LINEAR              | —         | MPC                           |
| 282687        | 2005 YW27  | 22 dez 2005 | Kitt Peak     | Spacewatch          | —         | MPC                           |
| 282688        | 2005 YJ32  | 22 dez 2005 | Kitt Peak     | Spacewatch          | Brangane  | MPC                           |
| 282689        | 2005 YO53  | 22 dez 2005 | Kitt Peak     | Spacewatch          | —         | MPC                           |
| 282690        | 2005 YN90  | 26 dez 2005 | Mount Lemmon  | Mount Lemmon Survey | —         | MPC                           |
| 282691        | 2005 YM164 | 29 dez 2005 | Kitt Peak     | Spacewatch          | —         | MPC                           |
| 282692        | 2005 YZ176 | 22 dez 2005 | Kitt Peak     | Spacewatch          | —         | MPC                           |
| 282693        | 2005 YD270 | 26 dez 2005 | Mount Lemmon  | Mount Lemmon Survey | —         | MPC                           |
| 282694        | 2006 AO5   | 2 jan 2006  | Catalina      | CSS                 | Juno      | MPC                           |
| 282695        | 2006 AJ22  | 5 jan 2006  | Catalina      | CSS                 | —         | MPC                           |
| 282696        | 2006 AD62  | 5 jan 2006  | Kitt Peak     | Spacewatch          | —         | MPC                           |
| 282697        | 2006 AS86  | 6 jan 2006  | Anderson Mesa | LONEOS              | —         | MPC                           |
| 282698        | 2006 BF27  | 20 jan 2006 | Kitt Peak     | Spacewatch          | —         | MPC                           |
| 282699        | 2006 BY37  | 23 jan 2006 | Catalina      | CSS                 | —         | MPC                           |
| 282700        | 2006 BS43  | 23 jan 2006 | Catalina      | CSS                 | —         | MPC                           |

## 282701–282800
| Designação | Designação | Descoberta  | Descoberta    | Descobridor(es)     | Categoria | Mais informações / Referência |
| Permanente | Provisória | Data        | Local         | Descobridor(es)     | Categoria | Mais informações / Referência |
| ---------- | ---------- | ----------- | ------------- | ------------------- | --------- | ----------------------------- |
| 282701     | 2006 BD65  | 22 jan 2006 | Mount Lemmon  | Mount Lemmon Survey | —         | MPC                           |
| 282702     | 2006 BL74  | 23 jan 2006 | Kitt Peak     | Spacewatch          | —         | MPC                           |
| 282703     | 2006 BF77  | 23 jan 2006 | Mount Lemmon  | Mount Lemmon Survey | —         | MPC                           |
| 282704     | 2006 BJ79  | 23 jan 2006 | Kitt Peak     | Spacewatch          | —         | MPC                           |
| 282705     | 2006 BD96  | 26 jan 2006 | Kitt Peak     | Spacewatch          | —         | MPC                           |
| 282706     | 2006 BZ96  | 26 jan 2006 | Mount Lemmon  | Mount Lemmon Survey | —         | MPC                           |
| 282707     | 2006 BK115 | 26 jan 2006 | Kitt Peak     | Spacewatch          | —         | MPC                           |
| 282708     | 2006 BC122 | 26 jan 2006 | Kitt Peak     | Spacewatch          | —         | MPC                           |
| 282709     | 2006 BC153 | 25 jan 2006 | Kitt Peak     | Spacewatch          | —         | MPC                           |
| 282710     | 2006 BD156 | 25 jan 2006 | Kitt Peak     | Spacewatch          | —         | MPC                           |
| 282711     | 2006 BX193 | 30 jan 2006 | Kitt Peak     | Spacewatch          | —         | MPC                           |
| 282712     | 2006 BN199 | 30 jan 2006 | Kitt Peak     | Spacewatch          | —         | MPC                           |
| 282713     | 2006 BP231 | 31 jan 2006 | Kitt Peak     | Spacewatch          | —         | MPC                           |
| 282714     | 2006 BW244 | 31 jan 2006 | Kitt Peak     | Spacewatch          | —         | MPC                           |
| 282715     | 2006 BG249 | 31 jan 2006 | Kitt Peak     | Spacewatch          | —         | MPC                           |
| 282716     | 2006 BV257 | 31 jan 2006 | Kitt Peak     | Spacewatch          | —         | MPC                           |
| 282717     | 2006 BZ264 | 31 jan 2006 | Kitt Peak     | Spacewatch          | —         | MPC                           |
| 282718     | 2006 BH265 | 31 jan 2006 | Kitt Peak     | Spacewatch          | —         | MPC                           |
| 282719     | 2006 BP270 | 31 jan 2006 | Catalina      | CSS                 | —         | MPC                           |
| 282720     | 2006 CD34  | 2 fev 2006  | Mount Lemmon  | Mount Lemmon Survey | —         | MPC                           |
| 282721     | 2006 CX65  | 4 fev 2006  | Mount Lemmon  | Mount Lemmon Survey | —         | MPC                           |
| 282722     | 2006 DD15  | 20 fev 2006 | Kitt Peak     | Spacewatch          | —         | MPC                           |
| 282723     | 2006 DD39  | 21 fev 2006 | Mount Lemmon  | Mount Lemmon Survey | —         | MPC                           |
| 282724     | 2006 DV46  | 20 fev 2006 | Kitt Peak     | Spacewatch          | —         | MPC                           |
| 282725     | 2006 DF57  | 24 fev 2006 | Catalina      | CSS                 | —         | MPC                           |
| 282726     | 2006 DU57  | 24 fev 2006 | Mount Lemmon  | Mount Lemmon Survey | —         | MPC                           |
| 282727     | 2006 DG71  | 21 fev 2006 | Mount Lemmon  | Mount Lemmon Survey | —         | MPC                           |
| 282728     | 2006 DK76  | 24 fev 2006 | Kitt Peak     | Spacewatch          | —         | MPC                           |
| 282729     | 2006 DR78  | 24 fev 2006 | Kitt Peak     | Spacewatch          | —         | MPC                           |
| 282730     | 2006 DB91  | 24 fev 2006 | Kitt Peak     | Spacewatch          | —         | MPC                           |
| 282731     | 2006 DL119 | 20 fev 2006 | Socorro       | LINEAR              | —         | MPC                           |
| 282732     | 2006 DO130 | 25 fev 2006 | Mount Lemmon  | Mount Lemmon Survey | —         | MPC                           |
| 282733     | 2006 DA140 | 25 fev 2006 | Kitt Peak     | Spacewatch          | —         | MPC                           |
| 282734     | 2006 DC196 | 21 fev 2006 | Catalina      | CSS                 | —         | MPC                           |
| 282735     | 2006 DK198 | 26 fev 2006 | Catalina      | CSS                 | —         | MPC                           |
| 282736     | 2006 DG200 | 24 fev 2006 | Catalina      | CSS                 | —         | MPC                           |
| 282737     | 2006 DO204 | 25 fev 2006 | Catalina      | CSS                 | —         | MPC                           |
| 282738     | 2006 DJ206 | 25 fev 2006 | Kitt Peak     | Spacewatch          | —         | MPC                           |
| 282739     | 2006 DY213 | 25 fev 2006 | Catalina      | CSS                 | —         | MPC                           |
| 282740     | 2006 DR214 | 24 fev 2006 | Kitt Peak     | Spacewatch          | —         | MPC                           |
| 282741     | 2006 DD217 | 27 fev 2006 | Kitt Peak     | Spacewatch          | —         | MPC                           |
| 282742     | 2006 ET39  | 4 mar 2006  | Mount Lemmon  | Mount Lemmon Survey | —         | MPC                           |
| 282743     | 2006 EZ51  | 4 mar 2006  | Kitt Peak     | Spacewatch          | —         | MPC                           |
| 282744     | 2006 EY70  | 3 mar 2006  | Catalina      | CSS                 | —         | MPC                           |
| 282745     | 2006 FL7   | 23 mar 2006 | Kitt Peak     | Spacewatch          | —         | MPC                           |
| 282746     | 2006 FO27  | 24 mar 2006 | Mount Lemmon  | Mount Lemmon Survey | —         | MPC                           |
| 282747     | 2006 FL46  | 31 mar 2006 | Anderson Mesa | LONEOS              | —         | MPC                           |
| 282748     | 2006 GA3   | 2 abr 2006  | Schiaparelli  | Schiaparelli Obs.   | —         | MPC                           |
| 282749     | 2006 GN35  | 7 abr 2006  | Catalina      | CSS                 | —         | MPC                           |
| 282750     | 2006 GO39  | 2 abr 2006  | Anderson Mesa | LONEOS              | —         | MPC                           |
| 282751     | 2006 GW41  | 7 abr 2006  | Anderson Mesa | LONEOS              | —         | MPC                           |
| 282752     | 2006 GE49  | 2 abr 2006  | Anderson Mesa | LONEOS              | —         | MPC                           |
| 282753     | 2006 GK50  | 9 abr 2006  | Anderson Mesa | LONEOS              | —         | MPC                           |
| 282754     | 2006 HF13  | 19 abr 2006 | Kitt Peak     | Spacewatch          | —         | MPC                           |
| 282755     | 2006 HL14  | 19 abr 2006 | Mount Lemmon  | Mount Lemmon Survey | —         | MPC                           |
| 282756     | 2006 HX17  | 21 abr 2006 | Reedy Creek   | J. Broughton        | —         | MPC                           |
| 282757     | 2006 HE26  | 20 abr 2006 | Kitt Peak     | Spacewatch          | —         | MPC                           |
| 282758     | 2006 HK27  | 20 abr 2006 | Mount Lemmon  | Mount Lemmon Survey | —         | MPC                           |
| 282759     | 2006 HO31  | 18 abr 2006 | Kitt Peak     | Spacewatch          | —         | MPC                           |
| 282760     | 2006 HB37  | 21 abr 2006 | Kitt Peak     | Spacewatch          | —         | MPC                           |
| 282761     | 2006 HU49  | 26 abr 2006 | Kitt Peak     | Spacewatch          | —         | MPC                           |
| 282762     | 2006 HV49  | 26 abr 2006 | Kitt Peak     | Spacewatch          | —         | MPC                           |
| 282763     | 2006 HA68  | 24 abr 2006 | Mount Lemmon  | Mount Lemmon Survey | —         | MPC                           |
| 282764     | 2006 HT71  | 25 abr 2006 | Kitt Peak     | Spacewatch          | —         | MPC                           |
| 282765     | 2006 HT79  | 26 abr 2006 | Kitt Peak     | Spacewatch          | —         | MPC                           |
| 282766     | 2006 HV79  | 26 abr 2006 | Kitt Peak     | Spacewatch          | —         | MPC                           |
| 282767     | 2006 HT103 | 30 abr 2006 | Kitt Peak     | Spacewatch          | —         | MPC                           |
| 282768     | 2006 HZ105 | 29 abr 2006 | Siding Spring | SSS                 | —         | MPC                           |
| 282769     | 2006 HC106 | 30 abr 2006 | Kitt Peak     | Spacewatch          | —         | MPC                           |
| 282770     | 2006 HY151 | 19 abr 2006 | Kitt Peak     | Spacewatch          | Eos       | MPC                           |
| 282771     | 2006 JF26  | 3 mai 2006  | Reedy Creek   | J. Broughton        | —         | MPC                           |
| 282772     | 2006 JU27  | 2 mai 2006  | Mount Lemmon  | Mount Lemmon Survey | Phocaea   | MPC                           |
| 282773     | 2006 JG48  | 5 mai 2006  | Anderson Mesa | LONEOS              | —         | MPC                           |
| 282774     | 2006 JA49  | 14 mai 2006 | Palomar       | NEAT                | —         | MPC                           |
| 282775     | 2006 JO55  | 1 mai 2006  | Catalina      | CSS                 | Phocaea   | MPC                           |
| 282776     | 2006 JB57  | 11 mai 2006 | Palomar       | NEAT                | Flora     | MPC                           |
| 282777     | 2006 KP11  | 19 mai 2006 | Palomar       | NEAT                | —         | MPC                           |
| 282778     | 2006 KH12  | 20 mai 2006 | Kitt Peak     | Spacewatch          | —         | MPC                           |
| 282779     | 2006 KZ13  | 20 mai 2006 | Kitt Peak     | Spacewatch          | —         | MPC                           |
| 282780     | 2006 KL16  | 21 mai 2006 | Kitt Peak     | Spacewatch          | —         | MPC                           |
| 282781     | 2006 KO16  | 21 mai 2006 | Catalina      | CSS                 | —         | MPC                           |
| 282782     | 2006 KK18  | 21 mai 2006 | Kitt Peak     | Spacewatch          | —         | MPC                           |
| 282783     | 2006 KM26  | 20 mai 2006 | Kitt Peak     | Spacewatch          | —         | MPC                           |
| 282784     | 2006 KP37  | 22 mai 2006 | Kitt Peak     | Spacewatch          | —         | MPC                           |
| 282785     | 2006 KC53  | 21 mai 2006 | Kitt Peak     | Spacewatch          | —         | MPC                           |
| 282786     | 2006 KD55  | 1 fev 2005  | Kitt Peak     | Spacewatch          | —         | MPC                           |
| 282787     | 2006 KL82  | 25 mai 2006 | Mount Lemmon  | Mount Lemmon Survey | —         | MPC                           |
| 282788     | 2006 KX102 | 29 mai 2006 | Kitt Peak     | Spacewatch          | —         | MPC                           |
| 282789     | 2006 KO114 | 25 mai 2006 | Socorro       | LINEAR              | —         | MPC                           |
| 282790     | 2006 ME12  | 20 jun 2006 | Hibiscus      | S. F. Hönig         | —         | MPC                           |
| 282791     | 2006 NA    | 1 jul 2006  | Eskridge      | Farpoint Obs.       | —         | MPC                           |
| 282792     | 2006 OM4   | 21 jul 2006 | Catalina      | CSS                 | —         | MPC                           |
| 282793     | 2006 OV13  | 25 jul 2006 | Palomar       | NEAT                | —         | MPC                           |
| 282794     | 2006 OF14  | 27 jul 2006 | Hibiscus      | S. F. Hönig         | —         | MPC                           |
| 282795     | 2006 PR17  | 15 ago 2006 | Palomar       | NEAT                | —         | MPC                           |
| 282796     | 2006 PA19  | 13 ago 2006 | Palomar       | NEAT                | —         | MPC                           |
| 282797     | 2006 PO43  | 12 ago 2006 | Palomar       | NEAT                | Juno      | MPC                           |
| 282798     | 2006 QR60  | 20 ago 2006 | Palomar       | NEAT                | —         | MPC                           |
| 282799     | 2006 QS62  | 23 ago 2006 | Socorro       | LINEAR              | —         | MPC                           |
| 282800     | 2006 QK64  | 19 ago 2006 | Anderson Mesa | LONEOS              | —         | MPC                           |

## 282801–282900
| Designação           | Designação | Descoberta  | Descoberta        | Descobridor(es)     | Categoria | Mais informações / Referência |
| Permanente           | Provisória | Data        | Local             | Descobridor(es)     | Categoria | Mais informações / Referência |
| -------------------- | ---------- | ----------- | ----------------- | ------------------- | --------- | ----------------------------- |
| 282801               | 2006 QN91  | 16 ago 2006 | Palomar           | NEAT                | —         | MPC                           |
| 282802               | 2006 QG92  | 16 ago 2006 | Palomar           | NEAT                | —         | MPC                           |
| 282803               | 2006 QD100 | 24 ago 2006 | Socorro           | LINEAR              | —         | MPC                           |
| 282804               | 2006 QC116 | 27 ago 2006 | Anderson Mesa     | LONEOS              | —         | MPC                           |
| 282805               | 2006 QU136 | 16 ago 2006 | Palomar           | NEAT                | —         | MPC                           |
| 282806               | 2006 QN141 | 18 ago 2006 | Palomar           | NEAT                | Brangane  | MPC                           |
| 282807               | 2006 QG147 | 18 ago 2006 | Kitt Peak         | Spacewatch          | —         | MPC                           |
| 282808               | 2006 QP184 | 19 ago 2006 | Kitt Peak         | Spacewatch          | Brangane  | MPC                           |
| 282809               | 2006 RB3   | 14 set 2006 | Catalina          | CSS                 | —         | MPC                           |
| 282810               | 2006 RC5   | 14 set 2006 | Catalina          | CSS                 | —         | MPC                           |
| 282811               | 2006 RZ9   | 13 set 2006 | Palomar           | NEAT                | Maria     | MPC                           |
| 282812               | 2006 RQ18  | 14 set 2006 | Catalina          | CSS                 | —         | MPC                           |
| 282813               | 2006 RJ20  | 15 set 2006 | Socorro           | LINEAR              | —         | MPC                           |
| 282814               | 2006 RQ38  | 14 set 2006 | Catalina          | CSS                 | —         | MPC                           |
| 282815               | 2006 RN60  | 13 set 2006 | Palomar           | NEAT                | Brangane  | MPC                           |
| 282816               | 2006 RL80  | 15 set 2006 | Kitt Peak         | Spacewatch          | —         | MPC                           |
| 282817               | 2006 RT90  | 15 set 2006 | Kitt Peak         | Spacewatch          | —         | MPC                           |
| 282818               | 2006 SD43  | 18 set 2006 | Kitt Peak         | Spacewatch          | —         | MPC                           |
| 282819               | 2006 SR44  | 17 set 2006 | Anderson Mesa     | LONEOS              | —         | MPC                           |
| 282820               | 2006 SH59  | 16 set 2006 | Catalina          | CSS                 | —         | MPC                           |
| 282821               | 2006 SP111 | 22 set 2006 | Anderson Mesa     | LONEOS              | Juno      | MPC                           |
| 282822               | 2006 SA118 | 24 set 2006 | Kitt Peak         | Spacewatch          | —         | MPC                           |
| 282823               | 2006 SL214 | 27 set 2006 | Mount Lemmon      | Mount Lemmon Survey | —         | MPC                           |
| 282824               | 2006 SY219 | 25 set 2006 | Anderson Mesa     | LONEOS              | —         | MPC                           |
| 282825               | 2006 SS249 | 26 set 2006 | Kitt Peak         | Spacewatch          | —         | MPC                           |
| 282826               | 2006 SL306 | 27 set 2006 | Mount Lemmon      | Mount Lemmon Survey | —         | MPC                           |
| 282827               | 2006 SD349 | 28 set 2006 | Catalina          | CSS                 | —         | MPC                           |
| 282828               | 2006 SL405 | 17 set 2006 | Kitt Peak         | Spacewatch          | —         | MPC                           |
| 282829               | 2006 TP45  | 12 out 2006 | Kitt Peak         | Spacewatch          | —         | MPC                           |
| 282830               | 2006 TU67  | 11 out 2006 | Palomar           | NEAT                | —         | MPC                           |
| 282831               | 2006 TZ70  | 11 out 2006 | Palomar           | NEAT                | —         | MPC                           |
| 282832               | 2006 TN77  | 12 out 2006 | Palomar           | NEAT                | —         | MPC                           |
| 282833               | 2006 TK95  | 3 out 2006  | Siding Spring     | SSS                 | —         | MPC                           |
| 282834               | 2006 UZ2   | 16 out 2006 | Catalina          | CSS                 | —         | MPC                           |
| 282835               | 2006 UG8   | 16 out 2006 | Catalina          | CSS                 | Ursula    | MPC                           |
| 282836               | 2006 UJ28  | 16 out 2006 | Kitt Peak         | Spacewatch          | —         | MPC                           |
| 282837               | 2006 UO47  | 17 out 2006 | Kitt Peak         | Spacewatch          | —         | MPC                           |
| 282838               | 2006 UU76  | 17 out 2006 | Kitt Peak         | Spacewatch          | —         | MPC                           |
| 282839               | 2006 UH124 | 19 out 2006 | Catalina          | CSS                 | —         | MPC                           |
| 282840               | 2006 US139 | 19 out 2006 | Mount Lemmon      | Mount Lemmon Survey | —         | MPC                           |
| 282841               | 2006 UW146 | 20 out 2006 | Kitt Peak         | Spacewatch          | Brangane  | MPC                           |
| 282842               | 2006 UM184 | 19 out 2006 | Catalina          | CSS                 | —         | MPC                           |
| 282843               | 2006 UX186 | 19 out 2006 | Catalina          | CSS                 | —         | MPC                           |
| 282844               | 2006 UP203 | 22 out 2006 | Palomar           | NEAT                | —         | MPC                           |
| 282845               | 2006 UZ291 | 28 out 2006 | Apache Point      | SDSS                | —         | MPC                           |
| 282846               | 2006 VQ12  | 11 nov 2006 | Socorro           | LINEAR              | —         | MPC                           |
| 282847               | 2006 VJ30  | 10 nov 2006 | Kitt Peak         | Spacewatch          | —         | MPC                           |
| 282848               | 2006 VL34  | 11 nov 2006 | Catalina          | CSS                 | —         | MPC                           |
| 282849               | 2006 VV56  | 11 nov 2006 | Kitt Peak         | Spacewatch          | —         | MPC                           |
| 282850               | 2006 WX100 | 19 nov 2006 | Socorro           | LINEAR              | —         | MPC                           |
| 282851               | 2006 XE6   | 8 dez 2006  | Anderson Mesa     | LONEOS              | Juno      | MPC                           |
| 282852               | 2006 XK69  | 12 dez 2006 | Mount Lemmon      | Mount Lemmon Survey | —         | MPC                           |
| 282853               | 2007 AL30  | 10 jan 2007 | Mount Lemmon      | Mount Lemmon Survey | —         | MPC                           |
| 282854               | 2007 BZ12  | 17 jan 2007 | Kitt Peak         | Spacewatch          | —         | MPC                           |
| 282855               | 2007 BP21  | 24 jan 2007 | Socorro           | LINEAR              | —         | MPC                           |
| 282856               | 2007 BA42  | 24 jan 2007 | Catalina          | CSS                 | —         | MPC                           |
| 282857               | 2007 BN47  | 26 jan 2007 | Kitt Peak         | Spacewatch          | —         | MPC                           |
| 282858               | 2007 CX12  | 26 jan 2007 | Kitt Peak         | Spacewatch          | —         | MPC                           |
| 282859               | 2007 CU23  | 7 fev 2007  | Palomar           | NEAT                | —         | MPC                           |
| 282860               | 2007 CM27  | 5 fev 2007  | Lulin Observatory | H.-C. Lin, Q.-z. Ye | —         | MPC                           |
| 282861               | 2007 DQ25  | 17 fev 2007 | Kitt Peak         | Spacewatch          | —         | MPC                           |
| 282862               | 2007 DE31  | 17 fev 2007 | Kitt Peak         | Spacewatch          | —         | MPC                           |
| 282863               | 2007 DF33  | 17 fev 2007 | Kitt Peak         | Spacewatch          | —         | MPC                           |
| 282864               | 2007 DQ49  | 16 fev 2007 | Catalina          | CSS                 | —         | MPC                           |
| 282865               | 2007 DB97  | 23 fev 2007 | Kitt Peak         | Spacewatch          | —         | MPC                           |
| 282866               | 2007 DC110 | 27 fev 2007 | Kitt Peak         | Spacewatch          | Ursula    | MPC                           |
| 282867               | 2007 DZ116 | 19 fev 2007 | Catalina          | CSS                 | —         | MPC                           |
| 282868               | 2007 EQ1   | 9 mar 2007  | Kitt Peak         | Spacewatch          | —         | MPC                           |
| 282869               | 2007 EV17  | 9 mar 2007  | Mount Lemmon      | Mount Lemmon Survey | Mitidika  | MPC                           |
| 282870               | 2007 EV30  | 10 mar 2007 | Kitt Peak         | Spacewatch          | —         | MPC                           |
| 282871               | 2007 EO47  | 9 mar 2007  | Mount Lemmon      | Mount Lemmon Survey | —         | MPC                           |
| 282872               | 2007 EV55  | 12 mar 2007 | Mount Lemmon      | Mount Lemmon Survey | —         | MPC                           |
| 282873               | 2007 ET65  | 10 mar 2007 | Kitt Peak         | Spacewatch          | —         | MPC                           |
| 282874               | 2007 EH68  | 10 mar 2007 | Kitt Peak         | Spacewatch          | —         | MPC                           |
| 282875               | 2007 EH90  | 9 mar 2007  | Catalina          | CSS                 | —         | MPC                           |
| 282876               | 2007 EU101 | 11 mar 2007 | Kitt Peak         | Spacewatch          | —         | MPC                           |
| 282877               | 2007 ER104 | 26 fev 2007 | Mount Lemmon      | Mount Lemmon Survey | —         | MPC                           |
| 282878               | 2007 EO110 | 11 mar 2007 | Kitt Peak         | Spacewatch          | —         | MPC                           |
| 282879               | 2007 EV132 | 9 mar 2007  | Mount Lemmon      | Mount Lemmon Survey | —         | MPC                           |
| 282880               | 2007 EA157 | 12 mar 2007 | Kitt Peak         | Spacewatch          | —         | MPC                           |
| 282881               | 2007 EN158 | 14 mar 2007 | Mount Lemmon      | Mount Lemmon Survey | —         | MPC                           |
| 282882               | 2007 EA159 | 14 mar 2007 | Mount Lemmon      | Mount Lemmon Survey | —         | MPC                           |
| 282883               | 2007 EQ160 | 14 mar 2007 | Catalina          | CSS                 | —         | MPC                           |
| 282884               | 2007 ED167 | 11 mar 2007 | Mount Lemmon      | Mount Lemmon Survey | —         | MPC                           |
| 282885               | 2007 ES169 | 13 mar 2007 | Kitt Peak         | Spacewatch          | —         | MPC                           |
| 282886               | 2007 ER175 | 14 mar 2007 | Kitt Peak         | Spacewatch          | —         | MPC                           |
| 282887               | 2007 EE191 | 13 mar 2007 | Kitt Peak         | Spacewatch          | —         | MPC                           |
| 282888               | 2007 EO210 | 8 mar 2007  | Palomar           | NEAT                | —         | MPC                           |
| 282889               | 2007 FP25  | 20 mar 2007 | Kitt Peak         | Spacewatch          | Mitidika  | MPC                           |
| 282890               | 2007 FZ30  | 20 mar 2007 | Mount Lemmon      | Mount Lemmon Survey | —         | MPC                           |
| 282891               | 2007 GE8   | 7 abr 2007  | Mount Lemmon      | Mount Lemmon Survey | —         | MPC                           |
| 282892               | 2007 GB11  | 11 abr 2007 | Kitt Peak         | Spacewatch          | —         | MPC                           |
| 282893               | 2007 GQ18  | 11 abr 2007 | Kitt Peak         | Spacewatch          | —         | MPC                           |
| 282894               | 2007 GH21  | 11 abr 2007 | Mount Lemmon      | Mount Lemmon Survey | —         | MPC                           |
| 282895               | 2007 GZ24  | 12 abr 2007 | Črni Vrh          | Črni Vrh            | —         | MPC                           |
| 282896               | 2007 GW25  | 14 abr 2007 | Kitt Peak         | Spacewatch          | —         | MPC                           |
| 282897 Kaltenbrunner | 2007 GK28  | 15 abr 2007 | Altschwendt       | W. Ries             | —         | MPC                           |
| 282898               | 2007 GQ30  | 14 abr 2007 | Mount Lemmon      | Mount Lemmon Survey | —         | MPC                           |
| 282899               | 2007 GW35  | 14 abr 2007 | Kitt Peak         | Spacewatch          | —         | MPC                           |
| 282900               | 2007 GG50  | 15 abr 2007 | Socorro           | LINEAR              | —         | MPC                           |

## 282901–283000
| Designação    | Designação | Descoberta  | Descoberta           | Descobridor(es)       | Categoria | Mais informações / Referência |
| Permanente    | Provisória | Data        | Local                | Descobridor(es)       | Categoria | Mais informações / Referência |
| ------------- | ---------- | ----------- | -------------------- | --------------------- | --------- | ----------------------------- |
| 282901        | 2007 GV50  | 15 abr 2007 | Catalina             | CSS                   | —         | MPC                           |
| 282902        | 2007 HN11  | 18 abr 2007 | Mount Lemmon         | Mount Lemmon Survey   | Mitidika  | MPC                           |
| 282903 Masada | 2007 HX14  | 20 abr 2007 | Vallemare di Borbona | V. S. Casulli         | —         | MPC                           |
| 282904        | 2007 HV27  | 18 abr 2007 | Kitt Peak            | Spacewatch            | —         | MPC                           |
| 282905        | 2007 HP47  | 20 abr 2007 | Kitt Peak            | Spacewatch            | —         | MPC                           |
| 282906        | 2007 HV54  | 22 abr 2007 | Kitt Peak            | Spacewatch            | —         | MPC                           |
| 282907        | 2007 HA66  | 22 abr 2007 | Catalina             | CSS                   | —         | MPC                           |
| 282908        | 2007 HE81  | 25 abr 2007 | Mount Lemmon         | Mount Lemmon Survey   | —         | MPC                           |
| 282909        | 2007 HQ88  | 22 abr 2007 | Catalina             | CSS                   | —         | MPC                           |
| 282910        | 2007 HY95  | 25 abr 2007 | Kitt Peak            | Spacewatch            | —         | MPC                           |
| 282911        | 2007 HD97  | 16 abr 2007 | Catalina             | CSS                   | Eos       | MPC                           |
| 282912        | 2007 JR3   | 6 mai 2007  | Kitt Peak            | Spacewatch            | —         | MPC                           |
| 282913        | 2007 JE43  | 13 mai 2007 | Siding Spring        | SSS                   | —         | MPC                           |
| 282914        | 2007 LR14  | 10 jun 2007 | Kitt Peak            | Spacewatch            | —         | MPC                           |
| 282915        | 2007 LF19  | 11 jun 2007 | Siding Spring        | SSS                   | —         | MPC                           |
| 282916        | 2007 LH24  | 14 jun 2007 | Kitt Peak            | Spacewatch            | —         | MPC                           |
| 282917        | 2007 LA33  | 15 jun 2007 | Catalina             | CSS                   | —         | MPC                           |
| 282918        | 2007 NA3   | 14 jul 2007 | Tiki                 | S. F. Hönig, N. Teamo | —         | MPC                           |
| 282919        | 2007 NW6   | 15 jul 2007 | Siding Spring        | SSS                   | —         | MPC                           |
| 282920        | 2007 OS5   | 22 jul 2007 | Lulin Observatory    | LUSS                  | —         | MPC                           |
| 282921        | 2007 OA6   | 22 jul 2007 | Lulin                | LUSS                  | —         | MPC                           |
| 282922        | 2007 PL3   | 6 ago 2007  | Lulin                | LUSS                  | —         | MPC                           |
| 282923        | 2007 PO3   | 6 ago 2007  | Lulin                | LUSS                  | —         | MPC                           |
| 282924        | 2007 PP11  | 11 ago 2007 | Socorro              | LINEAR                | —         | MPC                           |
| 282925        | 2007 PF16  | 8 ago 2007  | Socorro              | LINEAR                | —         | MPC                           |
| 282926        | 2007 PN18  | 9 ago 2007  | Socorro              | LINEAR                | —         | MPC                           |
| 282927        | 2007 PB24  | 12 ago 2007 | Socorro              | LINEAR                | —         | MPC                           |
| 282928        | 2007 PD24  | 12 ago 2007 | Socorro              | LINEAR                | —         | MPC                           |
| 282929        | 2007 PH29  | 6 ago 2007  | Socorro              | LINEAR                | —         | MPC                           |
| 282930        | 2007 PM30  | 11 ago 2007 | Socorro              | LINEAR                | —         | MPC                           |
| 282931        | 2007 PC31  | 5 ago 2007  | Socorro              | LINEAR                | —         | MPC                           |
| 282932        | 2007 PU34  | 9 ago 2007  | Socorro              | LINEAR                | —         | MPC                           |
| 282933        | 2007 PP40  | 6 ago 2007  | Črni Vrh             | Črni Vrh              | —         | MPC                           |
| 282934        | 2007 PX44  | 12 ago 2007 | Siding Spring        | SSS                   | —         | MPC                           |
| 282935        | 2007 PK49  | 9 ago 2007  | Socorro              | LINEAR                | —         | MPC                           |
| 282936        | 2007 QA10  | 22 ago 2007 | Socorro              | LINEAR                | —         | MPC                           |
| 282937        | 2007 QV11  | 23 ago 2007 | Kitt Peak            | Spacewatch            | —         | MPC                           |
| 282938        | 2007 RQ11  | 10 set 2007 | Dauban               | Chante-Perdrix Obs.   | —         | MPC                           |
| 282939        | 2007 RG13  | 3 set 2007  | Catalina             | CSS                   | Phocaea   | MPC                           |
| 282940        | 2007 RD18  | 12 set 2007 | Dauban               | Chante-Perdrix Obs.   | —         | MPC                           |
| 282941        | 2007 RO24  | 4 set 2007  | Mount Lemmon         | Mount Lemmon Survey   | —         | MPC                           |
| 282942        | 2007 RQ37  | 8 set 2007  | Anderson Mesa        | LONEOS                | Ursula    | MPC                           |
| 282943        | 2007 RU39  | 9 set 2007  | Kitt Peak            | Spacewatch            | —         | MPC                           |
| 282944        | 2007 RQ42  | 9 set 2007  | Kitt Peak            | Spacewatch            | —         | MPC                           |
| 282945        | 2007 RS45  | 9 set 2007  | Kitt Peak            | Spacewatch            | —         | MPC                           |
| 282946        | 2007 RA75  | 10 set 2007 | Mount Lemmon         | Mount Lemmon Survey   | —         | MPC                           |
| 282947        | 2007 RG99  | 11 set 2007 | Kitt Peak            | Spacewatch            | —         | MPC                           |
| 282948        | 2007 RY101 | 11 set 2007 | Catalina             | CSS                   | —         | MPC                           |
| 282949        | 2007 RQ112 | 11 set 2007 | Kitt Peak            | Spacewatch            | Brangane  | MPC                           |
| 282950        | 2007 RZ125 | 12 set 2007 | Catalina             | CSS                   | —         | MPC                           |
| 282951        | 2007 RN144 | 14 set 2007 | Socorro              | LINEAR                | —         | MPC                           |
| 282952        | 2007 RV187 | 13 set 2007 | La Sagra             | Mallorca Obs.         | —         | MPC                           |
| 282953        | 2007 RN200 | 13 set 2007 | Kitt Peak            | Spacewatch            | —         | MPC                           |
| 282954        | 2007 RX201 | 13 set 2007 | Kitt Peak            | Spacewatch            | —         | MPC                           |
| 282955        | 2007 RE222 | 14 set 2007 | Mount Lemmon         | Mount Lemmon Survey   | —         | MPC                           |
| 282956        | 2007 RY236 | 13 set 2007 | Catalina             | CSS                   | —         | MPC                           |
| 282957        | 2007 RG241 | 10 set 2007 | Catalina             | CSS                   | —         | MPC                           |
| 282958        | 2007 RM253 | 14 set 2007 | Kitt Peak            | Spacewatch            | —         | MPC                           |
| 282959        | 2007 RR257 | 14 set 2007 | Kitt Peak            | Spacewatch            | —         | MPC                           |
| 282960        | 2007 RZ260 | 14 set 2007 | Kitt Peak            | Spacewatch            | Brangane  | MPC                           |
| 282961        | 2007 RU263 | 15 set 2007 | Anderson Mesa        | LONEOS                | —         | MPC                           |
| 282962        | 2007 RV273 | 15 set 2007 | Kitt Peak            | Spacewatch            | —         | MPC                           |
| 282963        | 2007 RO277 | 5 set 2007  | Catalina             | CSS                   | —         | MPC                           |
| 282964        | 2007 RN281 | 14 set 2007 | Anderson Mesa        | LONEOS                | —         | MPC                           |
| 282965        | 2007 RB287 | 5 set 2007  | Catalina             | CSS                   | —         | MPC                           |
| 282966        | 2007 RA310 | 3 set 2007  | Catalina             | CSS                   | —         | MPC                           |
| 282967        | 2007 RK311 | 18 jul 2007 | Mount Lemmon         | Mount Lemmon Survey   | —         | MPC                           |
| 282968        | 2007 SS    | 18 set 2007 | Hibiscus             | S. F. Hönig, N. Teamo | —         | MPC                           |
| 282969        | 2007 SP4   | 20 set 2007 | Farra d'Isonzo       | Farra d'Isonzo        | —         | MPC                           |
| 282970        | 2007 SA9   | 18 set 2007 | Kitt Peak            | Spacewatch            | —         | MPC                           |
| 282971        | 2007 SP23  | 22 set 2007 | Socorro              | LINEAR                | —         | MPC                           |
| 282972        | 2007 TE4   | 6 out 2007  | La Sagra             | Mallorca Obs.         | —         | MPC                           |
| 282973        | 2007 TJ11  | 6 out 2007  | Socorro              | LINEAR                | —         | MPC                           |
| 282974        | 2007 TQ14  | 7 out 2007  | La Sagra             | Mallorca Obs.         | —         | MPC                           |
| 282975        | 2007 TS14  | 8 out 2007  | La Sagra             | Mallorca Obs.         | —         | MPC                           |
| 282976        | 2007 TP27  | 4 out 2007  | Kitt Peak            | Spacewatch            | —         | MPC                           |
| 282977        | 2007 TW39  | 6 out 2007  | Kitt Peak            | Spacewatch            | —         | MPC                           |
| 282978        | 2007 TA41  | 6 out 2007  | Kitt Peak            | Spacewatch            | —         | MPC                           |
| 282979        | 2007 TV41  | 6 out 2007  | Purple Mountain      | PMO NEO               | —         | MPC                           |
| 282980        | 2007 TQ55  | 4 out 2007  | Kitt Peak            | Spacewatch            | —         | MPC                           |
| 282981        | 2007 TL66  | 9 out 2007  | Tiki                 | N. Teamo, J.-C. Pelle | —         | MPC                           |
| 282982        | 2007 TM80  | 7 out 2007  | Catalina             | CSS                   | —         | MPC                           |
| 282983        | 2007 TL94  | 7 out 2007  | Catalina             | CSS                   | Phocaea   | MPC                           |
| 282984        | 2007 TU109 | 7 out 2007  | Catalina             | CSS                   | Eos       | MPC                           |
| 282985        | 2007 TO122 | 6 out 2007  | Kitt Peak            | Spacewatch            | —         | MPC                           |
| 282986        | 2007 TA136 | 8 out 2007  | Catalina             | CSS                   | —         | MPC                           |
| 282987        | 2007 TK155 | 9 out 2007  | Socorro              | LINEAR                | —         | MPC                           |
| 282988        | 2007 TD156 | 9 out 2007  | Socorro              | LINEAR                | —         | MPC                           |
| 282989        | 2007 TP184 | 13 out 2007 | Skylive              | F. Tozzi              | —         | MPC                           |
| 282990        | 2007 TJ222 | 9 out 2007  | Kitt Peak            | Spacewatch            | —         | MPC                           |
| 282991        | 2007 TC245 | 8 out 2007  | Catalina             | CSS                   | Phocaea   | MPC                           |
| 282992        | 2007 TL246 | 9 out 2007  | Anderson Mesa        | LONEOS                | —         | MPC                           |
| 282993        | 2007 TN246 | 9 out 2007  | Catalina             | CSS                   | —         | MPC                           |
| 282994        | 2007 TJ248 | 10 out 2007 | Anderson Mesa        | LONEOS                | —         | MPC                           |
| 282995        | 2007 TF282 | 8 out 2007  | Mount Lemmon         | Mount Lemmon Survey   | —         | MPC                           |
| 282996        | 2007 TP283 | 8 out 2007  | Mount Lemmon         | Mount Lemmon Survey   | —         | MPC                           |
| 282997        | 2007 TR316 | 12 out 2007 | Kitt Peak            | Spacewatch            | —         | MPC                           |
| 282998        | 2007 TV370 | 12 out 2007 | Anderson Mesa        | LONEOS                | —         | MPC                           |
| 282999        | 2007 TM373 | 14 out 2007 | Kitt Peak            | Spacewatch            | —         | MPC                           |
| 283000        | 2007 TE386 | 15 out 2007 | Catalina             | CSS                   | —         | MPC                           |